# Epilepsie
Epilepsie (von altgriechisch ἐπίληψις epílēpsis, deutsch ‚Angriff‘, ‚Überfall‘, über ἐπιληψία und lateinisch epilepsia, „Anfall, Krampfanfall, Anfallsleiden“, seit dem 16. Jahrhundert nachweisbar), im Deutschen in früheren Jahrhunderten, abgeleitet von Fall ‚Sturz‘, ‚Fall‘, Fallsucht (auch mittelhochdeutsch ‚fallende Sucht‘ und lateinisch Morbus caducus) und zerebrales Anfallsleiden oder zerebrales Krampfleiden genannt, bezeichnet eine Erkrankung mit mindestens einem spontan aufgetretenen epileptischen Anfall, der nicht durch eine aktuell bestehende, erkennbare Ursache (beispielsweise eine akute Entzündung des Gehirns, einen Schlaganfall oder eine Kopfverletzung) oder einen Auslöser (wie Entzug von Alkohol bei bestehender Alkoholabhängigkeit oder massiven Schlafmangel) hervorgerufen wurde. Voraussetzung für die Diagnosestellung schon nach einem Anfall ist ein erkennbar hohes Wiederholungsrisiko, ansonsten liegt definitionsgemäß erst nach zwei Anfällen im Abstand von mindestens 24 Stunden eine Epilepsie vor.
Ein epileptischer Anfall ist eine Folge plötzlich auftretender, synchroner elektrischer Entladungen von Nervenzellen (Neuronengruppen) im Gehirn, die zu ungewollten stereotypen Bewegungs- oder Befindensstörungen führen.

## Diagnose
Zur Diagnose werden sowohl mit Hilfe der Betroffenen als auch der Angehörigen oder Dritter, die Anfälle beobachtet haben, die Krankengeschichte erhoben (Anamnese bzw. Fremdanamnese) und ein Elektroenzephalogramm (EEG; „Hirnstromkurve“) abgeleitet. Auch bildgebende Untersuchungen gehören in aller Regel zur Routinediagnostik, während speziellere Verfahren besonderen Fragestellungen vorbehalten sind. Die Behandlung besteht zunächst in der Gabe von anfallsunterdrückenden Medikamenten (Antikonvulsiva). In therapieresistenten Fällen kommen auch andere Methoden wie die Epilepsiechirurgie zum Einsatz.
Eine Epilepsie hat für den Betroffenen vielfältige Auswirkungen auf das Alltagsleben (wie zum Beispiel die Eignung für bestimmte Berufe oder das Autofahren), die in der Behandlung ebenfalls zu berücksichtigen sind.
Epilepsie betrifft nicht nur Menschen, sondern kann in ähnlicher Form auch bei vielen Tieren auftreten (→ Epilepsie bei Haustieren).

## Epidemiologie
Die Inzidenz (Häufigkeit des Neuauftretens) von Epilepsien ist abhängig vom Lebensalter. Pro Jahr tritt bei etwa 60 von 100.000 Kindern eine Epilepsie erstmals auf, mit einem Konfidenzintervall von 43–82/100.000. Dabei sind Fieberkrämpfe und einzelne unprovozierte Anfälle nicht mit eingerechnet. Im Erwachsenenalter sinkt die Inzidenz zunächst auf etwa 30–50/100.000 im Jahr ab und steigt im hohen Lebensalter ab 60 Jahren auf bis zu 140/100.000 im Jahr an. Rechnet man bis zum 74. Lebensjahr alle Epilepsien zusammen, kommt man auf eine Häufigkeit von etwa 3,4 Prozent. Die Prävalenz aktiver Epilepsien liegt im Kindesalter wiederum altersabhängig bei 3–6/1000 Kindern. Im frühen Kindesalter überwiegen dabei die Epilepsien mit generalisierten Anfällen (generalisierte Epilepsien), während im Erwachsenenalter Epilepsien mit fokalen Anfällen dominieren, die sich teilweise zu generalisierten Anfällen entwickeln können.

## Ursachen von Epilepsien

Unterschiedliche Einflüsse verursachen eine Epilepsie

Lassen sich für eine Epilepsie keine hirnorganischen oder metabolischen Ursachen finden, so sprach man früher auch von genuiner Epilepsie, bei identifizierbaren Ursachen von symptomatischer Epilepsie. Für beide Erkrankungsgruppen und auch für sog. Gelegenheitsanfälle (siehe Abschnitt Epidemiologie) lässt sich eine genetische Disposition feststellen. Mit der technischen Fortentwicklung der bildgebenden Verfahren und der Labordiagnostik tritt die Diagnose einer genuinen Epilepsie zahlenmäßig zurück.
Ursachen symptomatischer Epilepsien:
- perinatale Hirnschädigung, zumeist in Form von Sauerstoffmangel bei der Geburt
- Fehlbildungen des Hirngewebes (zum Beispiel eine fokale kortikale Dysplasie)
- zerebrale Gefäßmissbildungen (Hämangiome, Aneurysmen, zerebrale arteriovenöse Malformation)
- Hirntumoren
- Schädelhirntraumata bei Unfällen
- Infektion des Gehirns (Enzephalitis) mit verschiedensten Erregern
  - Herpesviren
  - Meningokokken
  - Masern
  - Hepatitis C
  - FSME-Virus (Zecken-Enzephalitis)
  - Lyme-Borreliose (auch durch Zecken übertragen)
  - Bartonellose (Übertragung je nach Spezies durch diverse Vektoren)[4][5]
  - Brucellose (Übertragung durch diverse Vektoren sowie tierische Lebensmittel)[6][7]
  - Autoimmunerkrankungen des Gehirns
- Stoffwechselerkrankungen, darunter
  - Hyperparathyreoidismus mit Anstieg der Calciumkonzentration im Blut
  - Hämochromatose mit Eisenablagerungen u. a. im Gehirn
- Eklampsie
- vaskuläre Enzephalopathie im Rahmen einer Arteriosklerose.

Ursachen von Gelegenheitsanfällen:

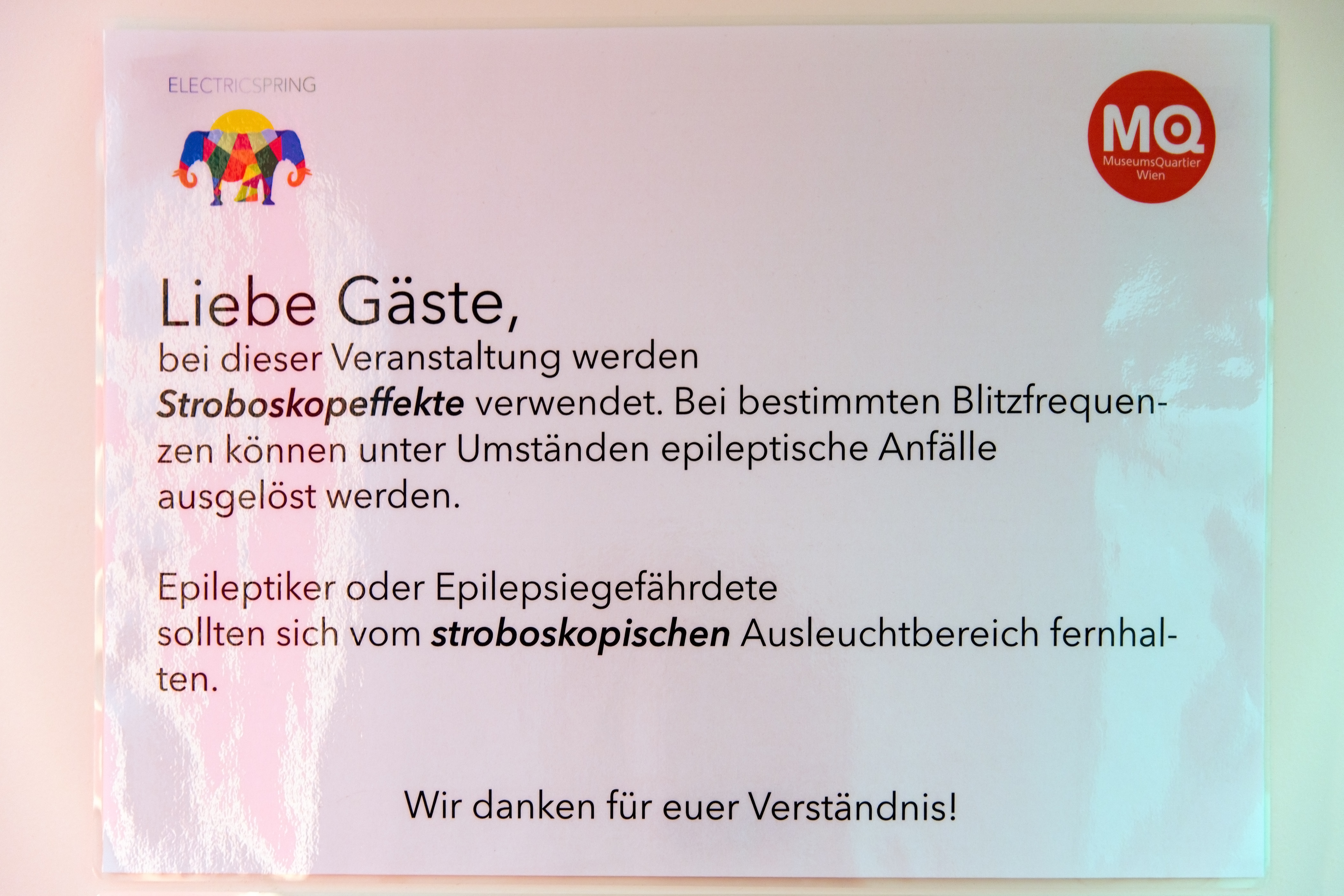
Warnung vor Stroboskopeffekten bei einer Musikveranstaltung

- Fieber (Fieberkrämpfe bei Kindern)
- massiver Schlafentzug
- exzessive körperliche Anstrengung
- Flickerlicht mit Stroboskopeffekt, z. B. in Diskotheken
- Hypoglykämie (Unterzuckerung) bei Diabetikern[8]
- Rauschdrogen, z. B.:
  - Alkoholvergiftung
  - (beginnender) Alkoholentzug
  - MDMA
  - Kokain
  - Amphetamin[9]
- Psychopharmaka, z. B.:
  - Amitryptilin

### Pathophysiologie
Zum Auftreten epileptischer Anfälle tragen zum einen eine Übererregbarkeit von Nervenzellen, zum anderen eine abnorme gleichzeitige elektrische Aktivität von größeren Nervenzellverbänden (neuronale Netze) bei. So nimmt man an, dass ein Ungleichgewicht von Erregung und Hemmung in diesen neuronalen Netzen epileptische Anfälle entstehen lässt.
Verstärkte Erregung oder verminderte Hemmung können sowohl durch Veränderungen in den Membraneigenschaften der Nervenzellen als auch in der Erregungsübertragung von Nervenzelle zu Nervenzelle durch die Überträgersubstanzen (Neurotransmitter) bewirkt werden. So können sich Defekte in den Ionenkanälen für Natrium- und Calciumionen an der Entstehung und Ausbreitung von Anfallsentladungen beteiligen. Als erregende Neurotransmitter sind die Aminosäuren Glutamat und Aspartat beteiligt, die über eine Bindung an NMDA- oder AMPA-Rezeptoren Ionenkanäle öffnen. Gamma-Aminobuttersäure (GABA) stellt als hemmender Überträgerstoff sozusagen den Gegenspieler dar. Defekte in der Biosynthese, gesteigerter Abbau oder Hemmung der Rezeptoren (GABA-Rezeptoren) können ebenfalls zum Anfallsgeschehen beitragen. Elektrolytungleichgewichte aufgrund fortgesetzter Erregung hemmender GABA-verwendender Synapsen können diese zu erregenden Synapsen machen (Kandel, 2001). Die zentral hemmende Wirkung einiger Neuropeptide, wie beispielsweise Neuropeptid Y und Galanin, wird als körpereigener Mechanismus der Verhütung epileptischer Krämpfe diskutiert.
Die Mechanismen, die dazu führen, dass aus einzelnen Anfällen eine Epilepsie entsteht, sind weitaus komplexer und noch unbekannt. Da die Mehrzahl der Anfälle Einzelereignisse bleiben, scheinen sie nicht zwangsläufig epilepsieauslösende Veränderungen zu verursachen. Allerdings hat das tierexperimentelle Modell des Kindling auch die Vorstellung zur Entstehung von Epilepsien beim Menschen geprägt. Unter Kindling versteht man einen dynamischen Vorgang, bei dem die wiederholte Anwendung elektrischer Reize, die zunächst noch nicht ausreichen, einen Anfall hervorzurufen, eine zunehmende Verstärkung der Anfallsbereitschaft hervorrufen, bis schließlich Anfälle auftreten. Anschließend bleibt die erhöhte Empfindlichkeit gegenüber dem Reiz bestehen.

### Genetische Befunde bei Epilepsien
In einigen wenigen Fällen wurde durch Stammbäume und molekulargenetische Untersuchungen nicht nur ein Vererbungsmodus, sondern sogar ein Genort für die mutierten Gene festgestellt. Einen Überblick gibt die Tabelle. Als veränderte Genprodukte konnten zum Beispiel spannungsabhängige Kanäle für Natrium-Ionen oder Rezeptoren von Neurotransmittern identifiziert werden.
| Epilepsie                                                | Erbgang            | Genort        | Gen                          |
| -------------------------------------------------------- | ------------------ | ------------- | ---------------------------- |
| benigne familiäre neonatale Krampfanfälle                | autosomal dominant | 20q 8q24      | KCNQ2 KCNQ3                  |
| benigne familiäre infantile Krampfanfälle                | autosomal dominant | 19q13         | CHRNA4                       |
| Absenceepilepsie des Kindesalters                        | komplex            | 8q24          | CLN8                         |
| juvenile myoklonische Epilepsie                          | komplex            | 15q4 6p       | ?CHRNA7 n. b.                |
| nordisches Epilepsiesyndrom                              | autosomal rezessiv | 8pter-p22     | CLN8                         |
| generalisierte Epilepsie mit Fieberkrämpfen plus (GEFS+) | autosomal dominant | 19q13         | SCN1B                        |
| benigne fokale Epilepsie mit zentro-temporalen Spikes    | komplex            | 15q14         | n. b.                        |
| autosomal dominante nächtliche Frontallappenepilepsie    | autosomal dominant | 20q13.2 15q24 | CHRNA4 ?CHRNA3/CHRNA5/CHRNA5 |
| familiäre Temporallappenepilepsie                        | autosomal dominant | 10q22-q24     | LGI1                         |

Außerdem können Epilepsien auch bei Krankheiten auftreten, denen eine Veränderung des Erbgutes zu Grunde liegt, bei denen das Anfallsleiden aber nur ein Symptom der Erkrankung ist. Beispiele hierfür sind die tuberöse Sklerose oder das Angelman-Syndrom.

## Einteilung der Anfallsformen
Epileptische Anfälle können sehr verschieden ablaufen. Die Internationale Liga gegen Epilepsie (ILAE) beschloss in den 1960er Jahren erstmals, eine einheitliche Klassifikation der Anfälle sowie der Epilepsien und Epilepsie-Syndrome zu erstellen. Die 1970 veröffentlichte erste Fassung der Anfallsklassifikation wurde 1981 revidiert, die nächste Überarbeitung erfolgte erst 2017 zusammen mit einer Erläuterung zu ihrer Benutzung. Weil es einige Jahre dauern wird, bis sich die letzte Revision allgemein durchgesetzt hat, werden die Einteilungen von 1981 und 2017 hier noch nacheinander vorgestellt. In beiden wird grundsätzlich zwischen fokalen oder Herdanfällen und sogenannten generalisierten Anfällen unterschieden. Mit „generalisiert“ ist dabei gemeint, dass beide Hälften des Gehirns am Anfall beteiligt sind, was man entweder an seinem Ablauf, einem während des Anfalls aufgezeichneten EEG oder an beidem erkennen kann. Es ist nicht ungewöhnlich, dass bei einer Epilepsie mehrere Anfallsformen auftreten, seien es mehrere fokale, mehrere generalisierte oder auch fokale und auch generalisierte.

### Klassifikation der Anfallsformen von 1981

#### Fokale Anfälle
Andere Ausdrücke für einen fokalen epileptischen Anfall sind Herdanfall oder früher auch partieller Anfall (letztere Bezeichnung wurde verlassen, weil sie häufiger zu dem Missverständnis eines „teilweisen“ Anfalls Anlass gab). Diese Anfallsform ist dadurch gekennzeichnet, dass sie in einer umschriebenen Region einer Großhirnhälfte beginnt und sich entsprechend bemerkbar macht.
Dabei ist es gleich, ob es im weiteren Verlauf (sekundär) zu einer Ausbreitung auf beide Gehirnhälften kommt (= sekundäre Generalisierung). Insbesondere ein Anfallsbeginn mit einer Aura hat einen hohen Aussagewert darüber, in welcher Hirnregion der Anfall seinen Ursprung hat, denn sie ist das Ergebnis einer umschriebenen Aktivierung von Nervenzellverbänden.
Unterteilung:
- einfache fokale Anfälle (das Bewusstsein ist erhalten)
- komplexe fokale Anfälle (mit Bewusstseinsstörung)
- fokale Anfälle mit Entwicklung zu sekundär generalisierten Anfällen

#### Generalisierte Anfälle
Ein Anfall wird als generalisiert bezeichnet, wenn der Verlauf und die Symptome keine Hinweise auf eine anatomisch begrenzte Lokalisation geben und keine Zeichen eines lokalen (herdförmigen) Beginns zu erkennen sind.
Unterteilung:
- Absencen – Anfälle mit kurzer, nur Sekunden dauernder[15] Bewusstseinspause ohne Sturz, früher auch französisch als Petit-mal bezeichnet.
- myoklonische Anfälle – mit einzelnen oder unregelmäßig wiederholten Zuckungen einzelner Muskelgruppen
- klonische Anfälle
- tonische Anfälle
- tonisch-klonische Anfälle – der typische „große“ Anfall mit Bewusstseinsverlust, Sturz, Verkrampfung und anschließend rhythmischen Zuckungen beider Arme und Beine, früher auch Konvulsion oder französisch Grand-mal genannt.
- atonische (astatische) Anfälle

→ siehe auch den Abschnitt Generalisierte Epilepsien und Syndrome

#### Nicht klassifizierbare epileptische Anfälle
- Anfälle, die auf Grund unzureichender oder unvollständiger Daten nicht klassifiziert werden können oder bei denen eine Zuordnung nicht möglich ist.

### Klassifikation der Anfallsformen von 2017
Die neue Klassifikation unterscheidet zwischen Anfällen mit fokalem, generalisiertem und unbekanntem Beginn, dabei jeweils mit den beiden Untergruppen motorisch (= mit Bewegungsstörungen) und nicht-motorisch (= ohne Bewegungsstörungen) und bei den fokal beginnenden Anfällen der zusätzlichen Angabe, ob eine Störung des Bewusstseins vorliegt oder nicht. Dabei gibt es für das im Englischen anstelle consciousness benutzte Wort awareness keine adäquate Übersetzung.

#### Anfälle mit fokalem Beginn
Zunächst ist (bei allen Formen fokaler Anfälle) festzuhalten, ob sie mit einer Bewusstseinsstörung einhergehen oder nicht.
Unterteilung:
- fokale Anfälle mit motorischen Störungen zu Beginn:
  - Automatismen
  - atonische Anfälle
  - klonische Anfälle
  - epileptische Spasmen
  - hyperkinetische Anfälle
  - myoklonische Anfälle
  - tonische Anfälle
- fokale Anfälle ohne motorische Störungen zu Beginn:
  - autonome Anfälle
  - Arrest-Anfälle
  - kognitive Anfälle
  - emotionale Anfälle
  - sensorische Anfälle
- fokale Anfälle mit Entwicklung zu bilateral tonisch-klonischen Anfällen (ersetzt „sekundär generalisierte Anfälle“)

#### Anfälle mit generalisiertem Beginn
Wie bei den Anfällen mit fokalem Beginn wird unterschieden, ob es sich um Anfälle mit oder ohne motorische Störungen handelt.
- generalisiert beginnende Anfälle mit motorischen Störungen:
  - tonisch-klonische Anfälle
  - klonische Anfälle
  - tonische Anfälle
  - myoklonische Anfälle
  - myoklonisch-tonisch-klonische Anfälle
  - myoklonisch-atonische Anfälle
  - atonische Anfälle
  - epileptische Spasmen
- generalisiert beginnende Anfälle ohne motorische Störungen (Absencen):
  - typische Absencen
  - atypische Absencen
  - myoklonische Absencen
  - Absencen mit Lidmyoklonien

#### Anfälle mit unbekanntem Beginn
Wie bei den anderen Anfallsformen wird unterschieden, ob es sich um Anfälle mit oder ohne motorische Störungen handelt. Darüber hinaus gehören auch nicht klassifizierbare Anfälle in diese Gruppe.
- Anfälle mit motorischen Störungen:
  - tonisch-klonische Anfälle
  - andere Anfälle
- Anfälle ohne motorische Störungen
- Nicht klassifizierbare Anfälle

### Besondere Anfallsformen

#### Gelegenheitsanfälle
Gelegenheitsanfälle (Oligoepilepsie), die nach einem Vorschlag der Internationalen Liga von 2010 auch als akute symptomatische Anfälle bezeichnet werden, sind erfahrungsgemäß nicht nur bei einer Epilepsie oder genetischer Disposition zu einer Epilepsie wahrscheinlich. Sie sind epileptische Anfälle, die aufgrund außergewöhnlicher Umstände oder Bedingungen auftreten (provozierte epileptische Anfälle), wie
- Fieberkrämpfe,
- traumatische (z. B. Schädel-Hirn-Trauma oder Operationen am Gehirn) oder nichttraumatische Hirnschädigungen (z. B. Schlaganfall) innerhalb der letzten Woche,
- Autoimmunerkrankungen des Gehirns, wie etwa Multiple Sklerose, oder Infektionen innerhalb der „akuten Phase“,
- Diagnosestellungen (i. d. R. durch Laborbefunde) innerhalb der letzten 24 Stunden einer metabolischen Entgleisung, toxischen Hirnschädigung oder systemischen Erkrankung mit spezifischen biochemischen oder hämatologischen Veränderungen, wie
  - ein zu geringer (weniger als 36 mg/dl–2 mmol/l) Blutzuckerspiegel oder zu hoher Blutzuckerspiegel (mehr als 450 mg/dl–25 mmol/l) in Verbindung mit einer Ketoazidose (unabhängig von einem bekannten Diabetes mellitus),
  - eine Hyponatriämie, mit einer Natriumionen-Konzentration unter 115 mg/dl,
  - eine Hypokalziämie, mit einem Calciumionen-Konzentration unter 5,0 mg/dl,
  - eine Hypomagnesiämie, mit einer Magnesiumionen-Konzentration unter 0,8 mg/dl,
  - eine Harnstoffstickstoffkonzentration über 100 mg/dl,
  - eine Serumkreatinin-Konzentration über 10,0 mg/dl,
- akute Alkohol- oder Drogenintoxikationen,
- Alkoholentzüge (bei bekanntem Abusus innerhalb von 48 Stunden; bei negativer Anamnese keine feste Begrenzung) oder Drogenentzüge,
- akute Expositionen gegenüber bekannterweise epileptogenen Stoffen (wie Crack, Kokain, Glutarimid, Meperidin, Normeperidin oder Methaqualon) oder
- akute fieberhafte Infekte von Kindern mit einer minimalen rektalen Temperatur von 38,5 °C.

Diese Anfälle begründen auch bei wiederholtem Auftreten nicht die Diagnose einer Epilepsie.

#### Isolierte Anfälle
Einzelne epileptische Anfälle ohne erkennbare Provokation („unprovozierte“ Anfälle) fallen entsprechend der ILAE-Klassifikation nicht unter die Gelegenheitsanfälle oder akuten symptomatischen Anfälle. Definitionsgemäß liegt hierbei aber ebenfalls noch keine Epilepsie vor, sofern keine Hinweise auf ein hohes Wiederholungsrisiko bestehen.

#### Aura
Der Begriff Aura stammt aus dem Griechischen und bedeutet die ‚Wahrnehmung eines Lufthauches‘. Man könnte sie auch mit einem „unbestimmten Vorgefühl“ umschreiben. Wenn die Aura isoliert bleibt, kann sie das einzige – subjektive – Symptom eines einfach fokalen Anfalls darstellen. Sie ist das Ergebnis einer epileptischen Aktivierung der Nervenzellen einer umschriebenen Hirnregion. Aufgrund der funktionellen Zuordnung der Symptome zu den entsprechenden Arealen der Hirnrinde kommt ihnen eine hohe Bedeutung in der Lokalisationsdiagnostik von epilepsieauslösenden Herden zu. Breitet sich die epileptische Aktivität aus, kann ein sogenannter sekundär generalisierter Anfall folgen.
Beispiele für Auren sind die sogenannte epigastrische oder viszerale Aura, ein Aufsteigen unbestimmt unangenehmer Gefühle aus der Magengegend, als häufigste Aura bei Schläfenlappenepilepsie (Temporallappenepilepsie), „Taubheitsgefühle, Kribbeln oder Nadelstiche“ als Aura bei Scheitellappenepilepsie (Parietallappenepilepsie) oder „visuelle Halluzinationen“ bei Hinterhauptslappenepilepsie (Okzipitallappenepilepsie). Andere Beispiele für eine Aura können Konzentrationsschwierigkeiten, Vergesslichkeit und das nicht mehr richtige Wahrnehmen der Umgebung sein.

#### Status epilepticus
Die meisten epileptischen Anfälle enden nach wenigen Minuten von selbst und der Betroffene erholt sich auch ohne therapeutische Maßnahmen. Man kann sich aber nicht darauf verlassen.
Wenn mehrere Anfälle kurz hintereinander als Serie erfolgen, ohne dass der Betroffene sich dazwischen wieder vollständig erholen konnte, und im Falle von mehr als fünf Minuten anhaltenden Anfällen, auch ohne Bewusstlosigkeit, liegt ein Status epilepticus vor. Je länger so ein Zustand anhält, desto größer ist insbesondere beim Grand mal die Gefahr einer irreversiblen Schädigung des Gehirns oder je nach Anfallsform auch die eines tödlichen Verlaufes.

## Einteilung der Epilepsien
Wie bei den Formen epileptischer Anfälle, hat die Internationale Liga gegen Epilepsie (ILAE) in den 1960er Jahren erstmals beschlossen eine einheitliche Klassifikation der Epilepsien und Epilepsie-Syndrome zu erstellen. Die 1985 veröffentlichte erste Fassung der Epilepsieklassifikation wurde 1989 revidiert. die nächste Überarbeitung erfolgte erst 2017. Weil es einige Jahre dauern wird, bis sich die letzte Revision allgemein durchgesetzt hat, werden die Einteilungen von 1989 und 2017 hier noch nacheinander vorgestellt. In beiden wird grundsätzlich zwischen fokalen und sogenannten generalisierten Epilepsien unterschieden.

### Klassifikation der Epilepsien von 1989

#### Lokalisationsbezogene Epilepsien und Syndrome
Bei dieser Form der Epilepsien – auch fokale, lokale, partielle oder herdförmige Epilepsie genannt – beschränkt sich die anfallsartige Entladung zumindest zu Beginn der Anfälle auf eine begrenzte Region der Hirnrinde, sie geht von einem Herd oder Fokus aus. Im Verlauf kann sich die Anfallsaktivität aber auch ausbreiten und schließlich die gesamte Hirnrinde erfassen. Dann spricht man auch von einem sekundär generalisierten Anfallsleiden.

##### Gutartige Epilepsie des Kindesalters mit zentro-temporalen Spikes
Diese Anfallsart wird auch Rolandi-Epilepsie oder Rolando-Epilepsie genannt. Sie ist durch schlafgebundene Anfälle mit tonischer Verkrampfung der Gesichtsmuskulatur, vermehrtem Speichelfluss und der Unfähigkeit zu sprachlichen Äußerungen verbunden. Die Sprechstörung kann auch nach Abklingen der Verkrampfung noch einige Minuten fortbestehen, was ein wegweisendes Symptom darstellt. Der Beginn liegt zwischen dem zweiten und zwölften Lebensjahr mit einem Erkrankungsgipfel zwischen dem fünften und neunten Lebensjahr. Im EEG finden sich typische Veränderungen, sogenannte zentro-temporale Sharp waves. Das „Gutartige“ an diesen Epilepsien bezieht sich darauf, dass sie mit Abschluss der Pubertät ausheilen. Mit etwa 10–15 Prozent aller Epilepsien im Kindesalter stellen diese Epilepsien die häufigste Anfallsart im Kindesalter dar.

##### Epilepsie des Kindesalters mit occipitalen Paroxysmen
Diese Epilepsie (1981 erstmals von Henri Gastaut beschrieben) ist wesentlich seltener als die zuvor beschriebene. Sie ist durch Anfälle mit visuellen Symptomen, gefolgt von motorischen oder psychomotorischen Manifestationen charakterisiert. Das Elektroenzephalogramm (EEG) zeigt wiederholte epilepsietypische Entladungen in der Region des Hinterhauptlappens. Die betroffenen Kinder seien sonst normal entwickelt und die Anfälle würden im Erwachsenenalter verschwinden.

##### Leseepilepsie
Bei dieser Form einer Reflexepilepsie werden die Anfälle durch – besonders lautes – Lesen ausgelöst. Auch andere sprachliche Aktivitäten können Anfälle auslösen. Diese äußern sich in Verkrampfungen der Kaumuskulatur und manchmal auch der Arme. Wenn der Reiz nicht unterbrochen wird, können sie sich auch zu generalisierten Anfällen ausweiten. Es besteht eine starke genetische Komponente. Im Elektroenzephalogramm (EEG) finden sich epilepsietypische Veränderungen bevorzugt der linken Scheitel-Schläfenregion. Der Verlauf ist gutartig. Die Vermeidung der spezifischen Auslösereize ist die Behandlung der Wahl. Falls notwendig, ist auch eine medikamentöse Therapie möglich. Sofern nur durch Lesen ausgelöste Anfälle auftreten, wird auch von einer primären Leseepilepsie gesprochen, treten wie z. B. bei einer juvenilen myklonischen Epilepsie auch sonstige Anfallsformen, von einer sekundären Leseepilepsie.

##### Symptomatische Epilepsien
Bei symptomatischen Epilepsien stellen die Anfälle Symptome einer zugrundeliegenden Hirnschädigung dar. Diese Kategorie umfasst sehr unterschiedliche Krankheiten, deren Einordnung auf der anatomischen Lokalisation und den damit verbundenen Anfallsmerkmalen sowie anderen klinischen Merkmalen beruht.

###### Andauernde fokale Epilepsie des Kindesalters
Diese in der Fachsprache Epilepsia partialis continua oder „Koschewnikow-Epilepsie“ genannte Form der Epilepsie besteht in Zuckungen einer Körperregion, die stunden- bis monatelang anhalten können. Durch gelegentliche Ausbreitung können sekundär andere Anfallsformen hinzutreten. Sie tritt in Assoziation mit unterschiedlichen Hirnschädigungen (unter anderem Durchblutungsstörungen, Neubildungen, Hirnschädigung durch Sauerstoffmangel unter der Geburt) auf. Die Zuckungen einzelner Muskeln sind therapieresistent. In manchen speziellen Fällen können epilepsiechirurgische Maßnahmen die Anfälle reduzieren.

###### Schläfenlappenepilepsie

Lappen (Lobi) des Großhirns (von lateral)

Bei dieser Form der Epilepsie (Temporallappenepilepsie oder früher auch Psychomotorische Epilepsie) haben die Anfälle ihren Ursprung in definierten anatomischen Strukturen des Schläfenlappens, dem Hippocampus, der Windung um den Hippocampus herum und dem Mandelkern. Sie stellt mit etwa 30 Prozent die häufigste Form der anatomisch klassifizierbaren lokalisationsbezogenen Epilepsien dar. Neuropathologisches Korrelat ist in der überwiegenden Zahl der Fälle eine Hippokampussklerose oder mesiale temporale Sklerose. Die Anfälle sind charakterisiert durch meist viszerale Auren mit Aufsteigen unangenehmer Gefühle aus der Magengegend. Sie werden meist gefolgt von fokalen Anfällen mit Bewusstseinsverlust, die sich in schmatzend-kauenden Mundbewegungen äußern – welche die Reaktion der Patienten auf einen oft von ihnen beschriebenen „seltsamen Geschmack“ im Mund sind –, gefolgt von sich wiederholenden Handbewegungen, dann Umherschauen und schließlich Bewegungen des ganzen Körpers (Automatismen). Die medikamentöse Therapie ist bei Temporallappenepilepsien insofern schwierig, nur etwa ein Viertel der Patienten wird anfallsfrei, bei einem weiteren Drittel wird zumindest eine Abnahme der Anfallshäufigkeit erreicht. In therapieresistenten Fällen stellt auch hier die Epilepsiechirurgie eine Möglichkeit dar. Sonderformen der Temporallappenepilepsie sind u. a. die transiente epileptische Amnesie (TEA) und die musikogene Epilepsie.

###### Stirnlappenepilepsie
In der Fachsprache heißt diese Epilepsie Frontallappenepilepsie. Entsprechend den vielfältigen Funktionsbereichen des Stirnlappens sind die von ihm ausgehenden Anfälle in ihrem Erscheinungsbild sehr vielgestaltig. Es treten gewöhnlich kurz dauernde, vorwiegend schlafgebundene fokale klonische oder asymmetrisch tonische Anfälle, aber auch komplex ausgestaltete Automatismen bis hin zu Sprachäußerungen auf. Eine nur minimale oder ganz fehlende Verwirrtheit nach dem Anfall spricht ebenfalls für einen Ursprung im Frontallappen. Therapeutisch kommt auch bei den Frontallappenepilepsien nach einer medikamentösen Therapie die Epilepsiechirurgie in Frage, wenn eine definierte Läsion gefunden und ohne nachteilige Folgen entfernt werden kann.

###### Scheitellappenepilepsie
Ihren Ursprung haben diese herdförmigen Anfälle im Parietallappen. Charakteristisch für diese Form der Epilepsien sind so genannte sensible Herdanfälle, die sich in Missempfindungen in Form von Taubheitsgefühl, Kribbeln oder Nadelstichen äußern. Eher selten kommt auch anfallsartiger brennender Schmerz, auch als Bauchschmerz oder Kopfschmerz oder einer ganzen Körperhälfte vor. Die Therapie entspricht der bei den anderen symptomatischen fokalen Epilepsien. Liegt eine umschriebene Schädigung des Scheitellappens als Ursache vor, sind die Ergebnisse eines epilepsiechirurgischen Vorgehens gut.

###### Hinterhauptslappenepilepsie
Die Hinterhauptslappenepilepsie (Okzipitallappenepilepsie) stellt mit 5–10 Prozent aller symptomatischen fokalen Epilepsien die seltenste Form dar. Sie entspringen dem Hinterhauptslappen, wo auch die Sehrinde liegt. Typischerweise gehen die Anfälle mit visuellen Halluzinationen in Form anhaltender oder blitzender Flecken oder einfacher geometrischer Figuren, vorübergehender Erblindung und seltener tonischen oder klonischen Augenbewegungen einher.

##### Kryptogen
Epilepsiesyndrome mit herdförmigen Anfällen, für die keinerlei Ursache gefunden wird, werden als kryptogen kategorisiert.

#### Generalisierte Epilepsien und Syndrome
Bei generalisierten Anfällen ist von Anfang an die gesamte Hirnrinde von der elektrischen Anfallsaktivität betroffen. Diese Anfallsformen gehen daher im Regelfall mit einem Bewusstseinsverlust einher (Ausnahme ist die juvenile myoklonische Epilepsie). Sie werden nochmals in sogenannte kleine (französisch Petit-mal ‚kleines Übel‘) und große (französisch Grand mal ‚großes Übel‘) Anfälle unterschieden.

##### Idiopathisch
Der Begriff idiopathisch wird in Verbindung mit Krankheiten genutzt, die selbstständig entstehen. Bei der kryptogenen Epilepsie existiert keine bekannte, beweisbare Ursache im Sinne einer Entstehung durch äußere Einflüsse (Umweltfaktoren), sondern vermutlich oder auch bereits nachgewiesenermaßen sind sie anlagebedingt (erblich) oder eine andere vermutete Grunderkrankung.

###### Benigne familiäre Neugeborenenkrämpfe
Hierbei handelt sich um ein gutartiges (benignes), seltenes, aber gut definiertes autosomal dominant vererbtes Krankheitsbild. Es wurden zwei Loci auf Chromosom 20 und auf Chromosom 8 identifiziert. Ein weiterer, noch nicht identifizierter existiert. Betroffen sind reifgeborene Neugeborene, die am zweiten oder dritten Lebenstag eine bis drei Minuten andauernde Anfälle mit Atemstillständen (Apnoen), Augenbewegungen sowie tonischen und klonischen Äußerungen zeigen. Die Anfälle hören im Lauf der ersten sechs Lebensmonate auf. Die Kinder entwickeln sich altersentsprechend.

###### Benigne Neugeborenenkrämpfe
Dies ist eine sporadisch auftretende, nicht erblich bedingte Form von Krampfanfällen im Neugeborenenalter, die typischerweise am fünften Lebenstag (englisch fifth-day-fits, Spannweite 3.–7. Lebenstag) auftreten. Sie äußern sich in klonischen Zuckungen und Atemstillständen, nie in tonischen Anfällen. Sie sind durch Medikamente kaum zu beeinflussen, hören aber spontan wieder auf. Die Prognose ist gut.

###### Benigne myoklonische Epilepsie des Kleinkindalters
Die benigne myoklonische Epilepsie des Kleinkindalters stellt mit etwa 0,2 Prozent aller Epilepsien im Kindesalter eine seltene Erkrankung dar. Es wird vermutet, dass es sich um eine frühe Verlaufsform der juvenilen myoklonischen Epilepsie handelt. Sie tritt im Alter zwischen vier Monaten und vier Jahren bei normal entwickelten Kindern auf und äußert sich ausschließlich in kurzen generalisierten Myoklonien. Sie spricht gut auf eine medikamentöse Therapie an und hat eine gute Prognose.

###### Absence-Epilepsie des Kindesalters
Eine im deutschen Sprachraum noch benutzte andere Bezeichnung für diese Epilepsie ist Pyknolepsie. Die Absencen-Epilepsie ist die häufigste Form einer idiopathischen generalisierten Epilepsie im Kindesalter. Diese Epilepsieform ist durch typische, fünf bis fünfzehn Sekunden andauernde Abwesenheitszustände (Absencen) gekennzeichnet. Sie treten täglich einige Male bis mehrere hundert Male mit Bewusstseinsverlust und Erinnerungslücken auf und beginnen vor der Pubertät bei sonst unauffälligen Kindern. Im Verlauf können Grand-mal-Anfälle folgen. Familiäre Häufung, Zwillingsstudien und die Assoziation mit einem Genort auf Chromosom 8 weisen auf eine genetische Ursache des Syndroms hin. Die Diagnose wird durch typische Anfallsmuster im Elektro-Enzephalogramm (EEG) gestützt (3/s-Spike-Wave-Komplexe). Die Absencen lassen sich relativ gut medikamentös (Ethosuximid, Lamotrigin) behandeln. Diese Epilepsie hat eine gute Prognose mit einem Rezidivrisiko von 20 Prozent.

###### Juvenile Absence-Epilepsie
Im Gegensatz zur vorherigen Epilepsieform ist dieses Krankheitsbild auch als nicht-pyknoleptische Absencen bekannt. Die juvenile Absence-Epilepsie gehört ebenfalls zu den erblich bedingten generalisierten Epilepsien mit altersgebundener Manifestation. Der Beginn fällt zumeist mit dem Beginn der Pubertät zusammen und liegt im Gipfel bei zehn bis zwölf Jahren. Die Anfälle gleichen denen bei der Absence-Epilepsie des Kindesalters, sind jedoch weniger häufig und dauern dafür etwas länger an. Etwa 80 Prozent der Patienten haben zusätzlich generalisierte, tonisch-klonische Anfälle (Grand mal), meist nach dem Aufwachen. Die medikamentöse Therapie ist nicht ganz so erfolgversprechend wie bei der Pyknolepsie und dementsprechend die Prognose etwas kritischer.

###### Juvenile myoklonische Epilepsie (Janz-Syndrom)
Die juvenile myoklonische Epilepsie (JME, Janz-Syndrom), im deutschsprachigen Raum manchmal auch Impulsiv-Petit-mal-Epilepsie genannt, ist zum Teil erblich bedingt und manifestiert sich vor allem im Jugend und Adoleszentenalter (12–20 Jahre). Die myoklonischen Anfälle zeigen sich in plötzlichen, kurzen, meist bilateral symmetrischen Muskelzuckungen der Schultern und Arme, die vom Patienten bewusst als „ein elektrischer Schlag“ wahrgenommen werden. Sie treten einzeln oder unregelmäßig wiederholt vor allem in den Morgenstunden auf und sind von stark wechselnder Stärke. Das Bewusstsein bleibt bei dieser Form von Anfällen erhalten. Bei bis zu 95 Prozent der Patienten kommt es im weiteren Verlauf der Krankheit nach Monaten bis Jahren zudem zu generalisiert tonisch-klonischen Anfällen. Weniger häufig (15–40 Prozent der Patienten) treten Absencen auf. Neben der pharmakologischen Therapie muss die Vermeidung oder Reduktion von anfallsauslösenden Faktoren (Ermüdung/Schlafentzug, Alkoholgenuss) gewährleistet sein.

###### Aufwach-Grand-mal-Epilepsie
Diese ebenfalls zu den genetisch bedingten Epilepsien gehörende Form manifestiert sich mit einem Häufigkeitsgipfel um das 17. Lebensjahr (Spannweite 14 bis 24). Es treten generalisierte tonisch-klonische Krampfanfälle ohne Aura ausschließlich oder überwiegend in den ersten Stunden nach dem Aufwachen auf, seltener auch im Anschluss an die aktive Tagesphase bei Entspannung als „Feierabend-Grand-mal“. Neben der Vermeidung von Auslösefaktoren gründet sich die Therapie auf die Gabe eines anfallsdämpfenden Medikaments (unter anderem Valproinsäure). Die Prognose ist umso günstiger, je jünger die Patienten bei Erkrankungsbeginn sind.

##### Epilepsien mit spezifisch ausgelösten Anfällen
Bei diesen Epilepsien werden tonisch-klonische Anfälle als Antwort auf spezifische, gut abgrenzbare Reize ausgelöst. Daher heißen sie auch Reflexepilepsien. Sie sind überwiegend idiopathisch. In seltenen Fällen von symptomatischen Reflexepilepsien treten auch fokale Anfälle auf. Zu den auslösenden Reizen gehören überwiegend Flickerlicht und andere visuelle Reize (siehe Photosensibilität). Diese seltene Form der Epilepsie liegt vor, wenn Anfälle durch Fernsehen oder Videospiele ausgelöst werden. Bildschirme können durch Hell-Dunkel-Wechsel, durch wechselnde Farbkombinationen und durch Muster bei empfänglichen Menschen epileptische Anfälle provozieren. Durch sehr schnelle Farb- und Hell-Dunkel-Wechsel löste 1997 in Japan die Episode Dennō Senshi Porygon der Kindersendung Pokémon bei über 600 Zuschauern ohne epileptische Vorgeschichte, zumeist Kindern, epileptische Reaktionen aus, so dass 200 von ihnen im Krankenhaus übernachten mussten. Ähnliche Wirkungen sind bei Computerspielen möglich. In vielen Handbüchern zu Computerspielen findet sich daher an prominenter Stelle eine entsprechende Warnung. Eine weitere Form der Reflexepilepsie sind sogenannte Startle-Anfälle, auch Schreck-Anfälle, bei denen z. B. plötzliche Geräusche oder unerwartete Berührungen einen meist tonischen oder sekundär generalisierten tonisch-klonischen Reflexanfall auslösen können.

##### Kryptogen oder symptomatisch

###### West-Syndrom
Beim West-Syndrom, im deutschsprachigen Raum manchmal auch noch Epilepsie mit Blitz-, Nick-, Salaam-Krämpfen (BNS-Epilepsie) genannt, handelt es sich um eine altersgebunden auftretende Epilepsie, die fast immer im Säuglingsalter mit Serien von 2 bis 150 kurzdauernden Anfällen beginnt und mit einem typischen Muster im Elektro-Enzephalogramm (EEG), der sogenannten Hypsarrhythmie einhergeht. Die Prognose ist insbesondere hinsichtlich der kognitiven Entwicklung auch bei erfolgreicher medikamentöser Therapie meist ungünstig, wobei dies in der Regel auf bestehende hirnorganische Schädigungen zurückzuführen ist und nicht auf die epileptischen Anfälle selbst.

###### Lennox-Gastaut-Syndrom
Das Lennox-Gastaut-Syndrom ist eine der schwersten Epilepsien des Kindes- und Jugendalters. Es ist durch häufiges Auftreten von verschiedenen generalisierten Anfallsformen, insbesondere von tonischen Sturzanfällen charakterisiert. Es besteht meist eine Therapieresistenz und die Patienten haben meist mittelschwere bis schwere kognitive Defizite. Die Abgrenzung gegen andere Epilepsiesyndrome ist allerdings häufig schwierig.

###### Epilepsie mit myoklonisch astatischen Anfällen
Die myoklonisch-astatische Epilepsie, auch Doose-Syndrom genannt, beginnt zumeist in den ersten fünf Lebensjahren. Neben den namengebenden astatischen Sturzanfällen durch plötzlichen Verlust der Spannung der Muskulatur, meist eingeleitet von kurzen Zuckungen können auch Absencen und generalisierte tonisch-klonische Anfälle auftreten. Die Patienten sprechen unterschiedlich gut auf die medikamentöse Therapie an und die Prognose kann bei häufigen generalisierten tonisch-klonischen Anfällen getrübt sein.

###### Epilepsie mit myoklonischen Absencen
Hierbei handelt es sich um eine spezielle Epilepsie des Kindesalters, bei der ausschließlich oder überwiegend Absencen auftreten, die von stark ausgeprägten, rhythmischen und beidseitigen Zuckungen vor allem der Schultern und Arme, weniger der Beine, begleitet werden. Im Elektro-Enzephalogramm (EEG) finden sich die auch bei den übrigen Absence-Epilepsien typischen Anfallsmuster. Bei fast der Hälfte der Kinder ist schon vor Beginn der Epilepsie eine geistige Entwicklungsstörung vorhanden. Da ein beträchtlicher Teil der Kinder nicht anfallsfrei wird, kommen im Verlauf der Erkrankung noch etwa ein Viertel dazu. Sprechen die Absencen jedoch rasch und anhaltend auf die Therapie an, bleibt die Intelligenz erhalten.

##### Symptomatisch
Diesen Epilepsien liegt eine nachgewiesene Hirnschädigung zurückliegender [Zustand nach Infektion des Zentralnervensystem, Schädel-Hirn-Trauma, Gefäßerkrankung des Gehirns) oder fortschreitender (Stoffwechselerkrankungen mit Beteiligung des Zentralnervensystems, Tumoren des Zentralnervensystems (primärer Hirntumor, Hirnmetastase), chronische Infektion des Zentralnervensystems] Art zugrunde.

#### Epilepsien und Syndrome, die nicht als lokalisationsbezogen oder generalisiert bestimmbar sind

##### Neugeborenenkrämpfe
Hiervon spricht man bei streng auf die ersten vier Lebenswochen beschränkten Anfällen, die in den allermeisten Fällen auf eine Schädigung des Gehirns, zum Beispiel durch Infektion, vorübergehenden Sauerstoffmangel oder Unterzuckerung zurückzuführen und somit symptomatischer Natur sind.

##### Dravet-Syndrom (schwere myoklonische Epilepsie des Kindesalters)
Das Dravet-Syndrom ist extrem selten. Es beginnt bei sonst gesunden Kindern im ersten Lebensjahr mit häufig wiederkehrenden, generalisierten oder halbseitigen Anfällen mit und ohne Fieber, die eher einen verlängerten Verlauf haben. Im zweiten bis dritten Lebensjahr treten einzelne oder kurze Serien (zwei bis drei Abfolgen) von Zuckungen vor allem der Rumpfmuskulatur von sehr unterschiedlicher Stärke auf. Die Therapie ist schwierig und die Prognose dementsprechend schlecht.

##### Epilepsie mit anhaltenden spike-wave-Entladungen im synchronisierten Schlaf
Das Besondere an diesem Epilepsiesyndrom ist das Auftreten von durchgehenden generalisierten epilepsietypischen Entladungen im Elektro-Enzephalogramm (EEG) während des gesamten sogenannten synchronisierten Schlafes. In Verbindung hiermit kommt es bei den Kindern zu einem geistigen Abbau sowie einer erheblichen Beeinträchtigung der Sprache und der zeitlichen und räumlichen Orientierung. Es treten häufige und vielfältige Anfälle (einseitige fokale motorische Anfälle, atypische Absencen, atonische Anfälle mit Stürzen, generalisierte tonisch-klonische Anfälle – aber nie tonische Anfälle) mit Beginn im Alter von vier Jahren (im Mittel) auf.

##### Aphasie-Epilepsie-Syndrom
Das Aphasie-Epilepsie-Syndrom ist auch unter der Bezeichnung Landau-Kleffner-Syndrom bekannt. In der ILAE-Klassifikation wird dieses Syndrom von der Epilepsie mit anhaltenden spike-wave-Entladungen im synchronisierten Schlaf getrennt, obwohl vermutet wird, dass beide Syndrome wahrscheinlich nur unterschiedliche Erscheinungsformen ein und derselben Krankheit sind. Allerdings tritt hierbei bei der Mehrzahl der Fälle im Alter von drei bis acht Jahren ein Verlust der Sprachfähigkeit (Aphasie) als erstes Symptom auf. Bei etwa 40 Prozent der Kinder äußert sich die Erkrankung zuerst in unterschiedlichen epileptischen Anfällen. Die Prognose ist bezüglich der Anfälle gut, bezogen auf die Sprachfunktion aber durchaus kritisch.

## Komplikationen und Folgen
Epileptische Anfälle können mit einer Reihe von Komplikationen verbunden sein, von denen die wichtigsten sind:
- Verletzungen oder Schädigungen, die während des Anfalles direkt durch die Muskelkontraktionen eintreten, hierzu gehören nicht selten Wirbelbrüche durch extreme Anspannung der Rückenmuskulatur, Platzwunden, Schnittwunden, Risswunden, Bisswunden.
- Verletzungen durch anfallsbedingte Unfälle, wie zum Beispiel das Fallen von einer Leiter, Unfälle im Straßenverkehr oder Ertrinkungsunfälle.
- Herzstillstand durch die übermäßige Vagusstimulation während eines schweren Krampfanfalls.
- Atemstörung durch Verengung der Atemwege während eines langen, schweren Krampfanfalls mit Unterbrechung der Schutzreflexe.

Nach einem meist generalisierten tonisch-klonischen (Grand mal) Anfall können Betroffene noch für einige Zeit – dies kann bis zu mehreren Stunden dauern – in einen harmlosen tiefen Schlaf fallen (Terminalschlaf) oder einen postiktalen Dämmerzustand durchmachen.

## Diagnostik
- An erster Stelle steht, wie bei allen anderen Erkrankungen auch, die Erhebung der Krankengeschichte (Anamnese). Bei Epilepsie-Patienten sollte hierbei neben dem familiären Auftreten von Epilepsien und anderen Erkrankungen des Nervensystems besonderes Augenmerk auf Vorerkrankungen gerichtet sein, die möglicherweise eine symptomatische Epilepsie verursachen. Dazu gehören Störungen und Risiken in der Schwangerschaft, Probleme unter der Geburt, die zu einem Sauerstoffmangel führen, Unfälle mit Schädel-Hirn-Trauma oder entzündliche Erkrankungen des Zentralnervensystems.
- Darauf folgt die körperliche Untersuchung insbesondere des Nervensystems mit Untersuchung von Kraft, Gefühl (Sensibilität), Reflexen, Hirnnervenfunktion, Gleichgewicht und Koordination.
- Laboruntersuchungen aus dem Blut dienen zum einen dem Erkennen von möglichen Ursachen symptomatischer epileptischer Anfälle (wie Unterzuckerung oder Mineralstoffmangel). Zum anderen überwacht der behandelnde Arzt unter einer medikamentösen Therapie die Menge des Medikamentes im Blut (Medikamentenspiegel oder Therapiespiegel) wie auch mögliche Nebenwirkungen (Blutbild mit Blutplättchen, Leberenzyme, Nierenfunktion, Blutgerinnung, Calcium-Phosphat-Stoffwechsel).

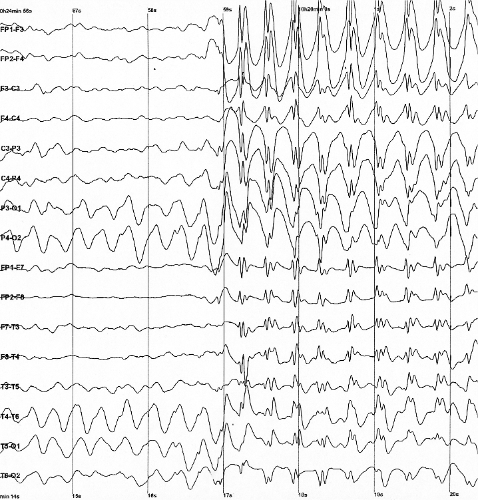
Für eine Absence-Epilepsie typisches Anfallsmuster im EEG

- Durch eine Elektroenzephalographie (EEG) kann die Bereitschaft des Gehirns zu epileptischen Entladungen direkt angezeigt werden. Dazu bekommt der Patient eine Art Kappe mit Elektroden in definierten Abständen aufgesetzt, von denen über einen Wechselspannungsverstärker die elektrische Oberflächenaktivität der Hirnrinde abgeleitet wird. Zur routinemäßigen Ableitung bei der Fragestellung nach einer Epilepsie gehört die Aktivierung mit Hyperventilation und Photostimulation. Im Rahmen der Erstdiagnostik dient das EEG vor allem der Einordnung des Anfalls bzw. der Epilepsie und der Lokalisation des Herdes bei herdförmigen Anfällen. Bei speziellen Fragestellungen können auch Langzeitableitungen (beispielsweise über 24 Stunden, Langzeit-EEG) oder Ableitungen mit gleichzeitiger paralleler Videoaufzeichnung des Patienten (Video-Doppelbild-EEG) durchgeführt werden.
- Dagegen leitet die Magnetoenzephalographie (MEG) die magnetische Aktivität des Gehirns mit hoher zeitlicher und räumlicher Auflösung ab. Es handelt sich hierbei aber um eine sehr aufwändige, teure und neue Methode, die vor allem der exakten Lokalisation von epilepsieauslösenden Hirnarealen dient.
- Die cerebrale Computertomographie (CCT) ist eine spezielle Röntgenschichtuntersuchung und war das erste bildgebende Verfahren, mit dem auslösende gröbere Veränderungen am Hirngewebe gefunden werden konnten. Ihre Vorteile liegen in der schnellen Verfügbarkeit und der Wirtschaftlichkeit. Da ihre Auflösung der Gewebeveränderungen am Gehirn aber anderen Methoden unterlegen ist, hat sie auch wegen der mit ihr verbundenen Strahlenbelastung an Bedeutung verloren.

MRT-Aufnahme

- In der Magnetresonanztomographie (MRT oder MRI) werden die Bilder durch wechselnde, starke Magnetfelder erzeugt. Die Darstellung hat eine deutlich höhere Auflösung und einen besseren Kontrast zwischen grauer und weißer Substanz. Für spezielle Fragestellungen insbesondere in der prächirurgischen Diagnostik steht die funktionelle Magnetresonanztomographie (fMRI) zur Verfügung, mit der spezielle Hirnfunktionen den zugehörigen Rindenarealen zugeordnet werden kann.
- Bei Neugeborenen und Säuglingen können auch durch eine Ultraschalluntersuchung des Gehirns durch die offene Fontanelle Hinweise auf anatomische Abweichungen gewonnen werden.
- Mit Positronen-Emissionstomographie (PET), Flumazenil-PET und Single Photon Emission Computed Tomography (SPECT) stehen weitere Spezialverfahren zur Verfügung, mit denen vor allem epilepsieauslösende Herde genau lokalisiert und im Falle prächirurgischer Diagnostik neurologische Ausfälle durch die Operation abgeschätzt werden können.

### Differentialdiagnose
Verschiedene Krankheitszustände, die mit vorübergehenden anfallsartigen Erscheinungen einhergehen, können epileptischen Anfällen sehr ähnlich sein und daher mit ihnen verwechselt werden. Eine Fehldeutung solcher Zustände als Epilepsie sollte möglichst vermieden werden, da sie nicht nur zu einer unnötigen Verunsicherung der Patienten oder der Angehörigen, sondern darüber hinaus zu einer überflüssigen Behandlung mit Antiepileptika führt. Umgekehrt können echte epileptische Anfälle als nicht epileptisch verkannt werden und eine notwendige und hilfreiche Behandlung unterbleiben.
Die wichtigste Differentialdiagnose epileptischer Anfälle im Erwachsenenalter sind psychogene nicht-epileptische Anfälle. Sie werden auch dissoziative Anfälle genannt und können epileptischen Anfällen ähnlich sehen. Eine sichere Unterscheidung ist oft nur durch eine Langzeit-Video-EEG-Aufzeichnung möglich. Ursächlich kann beispielsweise eine Depression, eine Angststörung oder eine posttraumatische Belastungsstörung sein. Nicht selten finden sich in der Lebensgeschichte traumatische Erlebnisse wie etwa sexueller Missbrauch. Diese Anfälle sind nicht simuliert (vorgetäuscht).
Eine wichtige Differentialdiagnose epileptischer Anfälle im Kindes- und Jugendalter – deren Auftreten aber nicht auf dieses Alter beschränkt ist – sind Synkopen durch Kreislaufregulationsstörungen oder Herzrhythmusstörungen. Speziell im Kindesalter sind respiratorische Affektkrämpfe, Atemstillstände oder Zyanose bei Rückfluss von saurem Magensaft in die Speiseröhre sowie der benigne paroxysmale Schwindel des Kleinkindesalters zu beachten. In diesem Alter kann auch Masturbation vor allem bei Mädchen mit plötzlichen Versteifungen der Oberschenkel oder wippenden Bewegungen epileptischen Phänomenen gleichen.
Weitere seltene Differentialdiagnosen sind einfache, nur mit Aura einhergehende oder komplizierte Migräneformen, nächtliche beziehungsweise schlafbezogene episodische Ereignisse wie Nachtschreck, Schlafwandeln, Alpträume oder Narkolepsie, anfallsartige motorische Phänomene wie Tics sowie episodische psychiatrische Störungen wie Tagträume, Hyperventilationssyndrom, Angst- und Panikattacken oder episodische Wutanfälle.
Speziell im höheren Lebensalter stellen bei Anfällen aus dem Schlaf heraus REM-Schlaf-Verhaltensstörungen eine wichtige Differentialdiagnose dar.

### Neuropsychologie in der Epilepsiediagnostik
Die neuropsychologische Diagnostik bei Epilepsiepatienten, das heißt die Untersuchung verschiedener kognitiver Funktionen wie etwa der Konzentration, der unmittelbaren Merkfähigkeit oder der mittelfristigen Gedächtnisleistungen, der basalen oder höheren Sprachleistungen etc., erfolgt zur Beantwortung mehrerer Fragestellungen:
Während früher Fragen der Lateralisation und der Lokalisation der Epilepsie im Vordergrund standen, interessieren heute infolge der großen Fortschritte im Bereich der strukturellen und funktionellen Bildgebung mehr Fragen der funktionellen Beeinträchtigung kognitiver Leistungen durch die Epilepsie selbst bzw. deren somatische Grundlage, unerwünschte Effekte der medikamentösen Behandlung oder das Risiko kognitiver Einbußen durch einen eventuellen epilepsiechirurgischen Eingriff. Diese Aufgaben der Neuropsychologie lassen sich letztendlich unter dem Stichwort der Qualitätskontrolle, das heißt der Beurteilung der Vertretbarkeit und Verträglichkeit einer gewählten Therapiemethode, recht gut zusammenfassen.
Zusätzlich beantwortet werden sollen auch Fragen nach der Alltagsrelevanz epilepsieassoziierter kognitiver Störungen beispielsweise auf die schulische Leistungsfähigkeit oder den Beruf und dienen auch zur Feststellung der Notwendigkeit der Durchführung einer rehabilitativen Maßnahme und wiederum auch deren Validierung.
Üblicherweise erfolgen viele Tests noch mit Papier und Stift, einige Verfahren sind heute aber auch schon als computergestützte Testverfahren erhältlich. Zusätzlich wird in den spezialisierten Zentren immer häufiger auch auf die Methode der funktionellen Bildgebung wie etwa der funktionellen Magnet-Resonanz-Tomographie zur Lateralisation der hemispheriellen Sprachdominanz zurückgegriffen. Bei Unklarheiten in der Interpretation der Ergebnisse resultiert unter Umständen die Notwendigkeit zur Durchführung des invasiven intra-carotidalen Amobarbitaltests (auch Wada-Test genannt), der über die temporäre Narkotisierung einer Hirnhemisphäre eine recht zuverlässige Aussage über die Hemisphärenlateralisierung für Sprache erlaubt. Ziel dieser Verfahren ist es, die Risiken bei einem epilepsiechirurgischen Eingriff für weitere kognitive Einbußen möglichst gering zu halten.
Weitere Aufgaben der Neuropsychologie betreffen auch die kurz-, mittel- und langfristigen psycho-sozialen Folgen, die eine chronische Erkrankung wie Epilepsie auf das Leben der Betroffenen hat. Anhand von mehr oder weniger standardisierten Fragebögen und Interviews versucht man, diese Effekte zu erfassen. Letztendlich müssen sich auch die unterschiedlichen Therapiemethoden an ihren Auswirkungen auf die psycho-soziale Entwicklung der Patienten bezüglich ihrer Wirksamkeit messen lassen.

## Behandlung
Ziel der Behandlung bei Epilepsien ist die völlige Anfallsfreiheit mit möglichst wenigen oder ohne Nebenwirkungen. Bei Kindern soll durch die Therapie darüber hinaus eine unbeeinträchtigte Entwicklung gewährleistet werden. Allen Patienten soll eine Lebensform ermöglicht werden, die den Fähigkeiten und Begabungen gerecht wird. Dabei ist zwischen der Akutbehandlung eines epileptischen Anfalls und der Dauerbehandlung zu unterscheiden. Diese Therapieziele werden in erster Linie durch eine geeignete Arzneimittelbehandlung erreicht. Mit Hilfe einer Monotherapie mit Carbamazepin, Eslicarbazepinacetat, Lamotrigin, Levetiracetam, Oxcarbazepin, Valproinsäure oder einem anderen Antikonvulsivum gelingt es in circa zwei Drittel der Fälle, die Krampfanfälle zu kontrollieren. Bei den übrigen an Epilepsie leidenden Patienten, die traditionell als Epileptiker bezeichnet werden, spricht man von einer pharmakoresistenten Epilepsie. Der zusätzliche Einsatz weiterer Antiepileptika (Add-on-Therapie) führt bei pharmakoresistenten Epileptikern (etwa 10 Prozent) zwar nur selten zur dauerhaften Anfallsfreiheit, jedoch sind Teilerfolge, wie etwa eine reduzierte Anfallsfrequenz oder mildere Anfallsformen, erzielbar.
Bei pharmakoresistenten Menschen mit Epilepsie kann geprüft werden, ob ein epilepsiechirurgischer Eingriff sinnvoll ist. Die Epilepsiechirurgie kann mittlerweile – bei pharmakoresistenten fokalen Epilepsien – die Epilepsie „heilen“, wenn das epileptogene Areal im Hirn genau identifiziert werden kann und operabel ist. Die Chance auf Anfallsfreiheit durch einen epilepsiechirurgischen Eingriff liegt je nach Befundkonstellation bei 50 bis 80 Prozent.
Zu einem umfassenden Behandlungskonzept gehören auch eine Aufklärung und Beratung bis hin zur Patientenschulung, die Anleitung zur Anfallsdokumentation gegebenenfalls durch Führen eines Anfallstagebuchs und Hilfen zur Integration in Familie, Schule, Beruf und Gesellschaft. Gesellschaftlich wird hierbei eine offene Auseinandersetzung empfohlen, die auf Respekt beruht.

### Akutbehandlung
Die meisten epileptischen Anfälle enden nach wenigen Minuten von selbst. Je nach Art des Anfalles kann sich der Betroffene dennoch durch Stürze oder – beispielsweise während einer Phase von Zuckungen oder durch Handlungen im Zustand einer Bewusstseinstrübung – an Gegenständen in seiner Umgebung verletzen.
Durch Aussetzen der Schutzreflexe kann es auch zu Aspiration von Essen, Mageninhalt oder – bei Badenden – großer Mengen Wassers kommen.
Insbesondere Grand-mal-Anfälle führen durch ineffektive Atmung zu akutem Sauerstoffmangel, der das Gehirn noch weiter schädigen kann.
Diese Gefahr ist umso größer, je länger die Anfälle ohne zwischenzeitliches Erwachen anhalten (Status epilepticus).

#### Erste Hilfe
Vorrangig sollte man darauf achten, dass sich die Betroffenen insbesondere im Stadium der Bewusstseinstrübung keine Verletzungen zuziehen:
- vor Gefahren abschirmen
  - gefährliche Gegenstände außer Reichweite bringen
  - Absturzkanten versperren (z. B. im Treppenhaus)
  - Straßenverkehr ableiten oder anhalten
- Das früher verbreitete Einführen eines Beißkeils wird heutzutage nicht mehr durchgeführt, da es zusätzliche Verletzungen bewirken und außerdem das Abklingen des Anfalls verzögern kann.
- Ebenso soll man Betroffene während eines Anfalls nicht festhalten, ausgenommen Badende, deren Kopf über Wasser zu halten ist, bzw. die aus dem Badegewässer zu retten sind.

Schäden durch Sauerstoffmangel vermeiden:
Außer in dem Fall, dass Angehörige oder Betreuer eines Menschen mit Epilepsie über die Möglichkeit einer Akutbehandlung verfügen, ist ein Notruf durchzuführen. Der Notarzt oder das Rettungsdienstpersonal kann durch die Injektion von Medikamenten einen länger anhaltenden Anfall beenden und kurzfristige Folgeanfälle verhindern.
Grundsätzlich ist es für die behandelnden Ärzte auch hilfreich, wenn der Anfallsverlauf genau beobachtet und seine Dauer notiert wird, da dies die genaue Diagnosestellung und Behandlung erleichtert. Auch das Anfertigen von Videos beispielsweise mit dem Smartphone wird von vielen Ärzten begrüßt, wenn dies zwischen dem Menschen mit Epilepsie und beispielsweise einem Angehörigen abgesprochen ist und der Film vertraulich behandelt wird. Eine Anleitung zum Anfertigen solcher Videos von anfallsartigen Ereignissen gibt es beim Verein Deutsche Epilepsievereinigung.

#### Medikamentöse Therapie
Menschen, bei denen selbst oder bei ihren Angehörigen eine schwere Form der Epilepsie bekannt ist, führen in der Regel ein ärztlich verordnetes Notfallmedikament mit sich, das bei Bedarf von jeder darin geübten Person verabreicht werden kann. Es handelt sich hierbei um Tropfen, die je nach Darreichungsform entweder in die Wangentasche gegeben oder in Form eines Mikroklistiers in den Enddarm eingeführt werden. Der akute epileptische Anfall kann durch diese Gabe von Antikonvulsiva aus der Gruppe der Benzodiazepine in den meisten Fällen unterbrochen werden. Es haben sich insbesondere Diazepam, Clonazepam, Lorazepam, Midazolam und Nitrazepam in der Akuttherapie etabliert, wobei Midazolam den schnellsten Wirkungseintritt zeigt (< 30 Minuten). Jedoch ist die Wirksamkeit und Verträglichkeit jener Medikamente individuell unterschiedlich. Auch Thiopental, ein Barbiturat, wird als intravenös zu verabreichende Lösung zur Therapie beim Krampfanfall eingesetzt. Für die Dauerbehandlung werden diese Arzneistoffe nur in Ausnahmefällen eingesetzt, da sie bei regelmäßiger Einnahme insbesondere zu einer psychischen Abhängigkeit führen können.

### Dauerbehandlung
Ein so genannter Epilepsiehelm schützt vor Kopfverletzungen. Zur Vorbeugung epileptischer Anfälle stehen inzwischen sehr viele Medikamente (Antiepileptika bzw. nach neuerer Bezeichnung anfallssupprimierende Medikamente) zur Verfügung. Von den älteren Wirkstoffen werden für Epilepsien mit fokalen Anfällen nach wie vor Carbamazepin und für Epilepsien mit generalisierten Anfällen Valproinsäure häufig eingesetzt. Von den inzwischen zahlreichen neueren Wirkstoffen werden Lamotrigin und Levetiracetam am häufigsten verordnet. Anstelle Carbamazepin wird wegen der vergleichbaren Wirksamkeit, aber schwächerer Enzyminduktion häufiger seinem Ketoanalogon Oxcarbazepin oder Eslicarbazepinacetat der Vorzug gegeben. Valproinsäure wird bei der Dauerbehandlung primär generalisierter Anfälle bevorzugt, bei Frauen im gebärfähigen Alter allerdings nur bei fehlenden Alternativen. Als Monotherapeutika stehen darüber hinaus die klassischen Antiepileptika Phenytoin, Phenobarbital und Primidon mit allerdings recht ungünstigem Nebenwirkungsprofil zur Verfügung. Von den neueren Antiepileptika haben auch Topiramat und Zonisamid Zulassungen zur Monotherapie, wohingegen Brivaracetam, Perampanel, Rufinamid und Stiripentol nur zur Zusatzbehandlung eingesetzt werden sollen. Eine spezielle Gruppe von Epilepsien des Kindesalters, die gutartigen („benignen“) idiopathischen Partialepilepsien, werden bevorzugt mit Sultiam behandelt. Ethosuximid hat seinen besonderen Stellenwert in der Behandlung der Absence-Epilepsie des Schulalters, bei der es sich in einer großen Vergleichsstudie gegenüber Lamotrigin und Valproinsäure als überlegen erwiesen hat.
Ihre Effekte erzielen diese Arzneistoffe über eine Erhöhung der Reizschwelle durch Hemmung von Natrium-Ionenkanälen (Valproinsäure, Carbamazepin, Oxcarbazepin und Phenytoin) oder durch eine Aktivierung von GABA-Rezeptoren (Phenobarbital und sein Prodrug Primidon) im Zentralnervensystem.
Die Zahl der Patienten, die nicht compliant sind, ist in der Neurologie besonders hoch. Bei Patienten mit Epilepsie liege die Rate der Medikamentenverweigerer bei 50 Prozent. Jede zweite Einweisung ließe sich verhindern, wenn Patienten ihre Medikamente nicht eigenmächtig absetzen würden.
Da die Monotherapie epileptischer Erkrankungen bei einem Teil der Patienten nicht zu einem befriedigenden Ergebnis führt, kann eine Therapie unter Verwendung eines Zusatztherapeutikums mit einem ergänzenden Wirkmechanismus erwogen werden. Als Zusatztherapeutika haben sich die GABA-Analoga Gabapentin, Pregabalin, Tiagabin und Vigabatrin, welche die GABA-Konzentration im Gehirn erhöhen, etabliert. Alternativ stehen die Ionen-, Calcium- und Natriumkanal hemmenden Suximide Mesuximid und Ethosuximid, Lamotrigin, Levetiracetam, Felbamat, Topiramat und Eslicarbazepinacetat zur Verfügung.
Nach längerer Zeit der Anfallsfreiheit – wenigstens zwei Jahre – kann in Abhängigkeit vom Risiko des Wiederauftretens von Anfällen und den möglichen psychosozialen Auswirkungen erneut auftretender Anfälle einerseits und den wahrgenommenen Beeinträchtigungen durch die Therapie andererseits auch ein ausschleichendes Beendigen der medikamentösen Therapie erwogen werden. Zahlreiche Studien haben das Risiko des Wiederauftretens von Anfällen nach Beendigung der Medikamenten-Behandlung untersucht. Zusammengefasst besteht eine Chance von etwa 70 Prozent für eine dauerhafte Anfallsfreiheit ohne Medikamente, wenn
- eine Anfallsfreiheit von zwei bis fünf Jahren bestand,
- nur ein Anfallstyp bestand,
- eine normale Intelligenz und ein normaler neurologischer Befund bestehen und
- sich das Elektroenzephalogramm unter der Therapie normalisiert hat.

### Sonstige Methoden der Epilepsiebehandlung

#### Alternative pharmakologische Maßnahmen
Neben den im eigentlichen Sinne anfallsunterdrückenden Arzneistoffen gibt es für verschiedene schwer behandelbare Epilepsien noch weitere medikamentöse Behandlungsansätze. Beim West-Syndrom hat sich die Behandlung mit ACTH (adrenocorticotropes Hormon aus der Hirnanhangdrüse, das die Nebennieren zu vermehrter Produktion von Cortison stimuliert) oder Corticosteroiden direkt als wirksam erwiesen. Diese nebenwirkungsreiche Behandlung (unter anderem Bluthochdruck, Verdickung der Herzmuskulatur mit eingeschränkter Pumpfunktion, Nierenverkalkung, Diabetes mellitus) wird auch beim Landau-Kleffner-Syndrom, der myoklonisch astatischen Epilepsie und dem Lennox-Gastaut-Syndrom mit unterschiedlichen Erfolgsaussichten eingesetzt.
Die Beobachtung, dass bei epilepsiekranken Kindern mit Heuschnupfen eine Injektion von Immunglobulinen zu einer Verbesserung des Anfallsleidens führte, hat dazu geführt, auch diese systematisch anzuwenden. Warum Immunglobuline bei Epilepsie überhaupt wirksam sind, ist noch unklar. Auch fehlen noch Kriterien, die bei der Vorhersage helfen, bei welchen therapieschwierigen Epilepsien diese Therapie erfolgversprechend ist. Eine Übersichtsarbeit, die 24 Studien zusammenfasste, konnte bei erheblich unterschiedlicher Behandlungsdauer und Dosierung in den einzelnen Behandlungen insgesamt eine Anfallsfreiheit von etwa 20 Prozent und eine Reduktion der Anfallshäufigkeit von etwa 50 Prozent zeigen.

#### Ketogene Diät
Ausgehend von der Erfahrung, dass bei Menschen mit Epilepsie Fasten vorübergehend zu einer Anfallsfreiheit führe, wurde seit 1921 mit einer Diät mit sehr hohem Fett-, geringem Kohlenhydrat- und moderatem Eiweißanteil zur Erzeugung einer anhaltenden Stoffwechsellage mit überwiegender Fettverbrennung und Bildung von Ketonkörpern (Ketose) der biochemische Effekt des Fastens imitiert. Diese sogenannte ketogene Diät erwies sich bei Epilepsiepatienten als effektiv. Der genaue Wirkmechanismus ist dabei bis heute nicht geklärt. Zahlreiche Studien konnten aber zeigen, dass etwa ein Drittel der behandelten Patienten anfallsfrei werden und etwa ein weiteres Drittel eine deutliche Reduktion der Anfälle um mindestens die Hälfte erfährt. Sie ist aus praktischen Gründen besonders gut für Kinder von ein bis zehn Jahren geeignet, aber auch bei Jugendlichen und Erwachsenen wirksam. Am besten scheinen myoklonische und atonische Anfälle, weniger gut generalisierte tonisch-klonische und fokale Anfälle und am schlechtesten Absencen anzusprechen. Die Diät soll normalerweise zwei Jahre lang durchgeführt werden, bei einem Teil der Patienten hält der erzielte Effekt über die Beendigung hinaus an. Als Nebenwirkungen können zu Beginn Erbrechen, Durchfall, Verstopfung und Diätverweigerung auftreten. Insbesondere bei zusätzlichen akuten Erkrankungen kann sich eine Übersäuerung des Körpers einstellen. Das Risiko für die Bildung von Nierensteinen ist erhöht. Häufig zeigt sich auch eine teilweise massive Erhöhung der Blutfettwerte. Die mögliche Langzeitauswirkung auf Herz-Kreislauf-Erkrankungen lässt sich nicht abschätzen. Besonders bei schwer verlaufenden Epilepsien stellt die ketogene Diät eine wirksame Behandlungsalternative dar.

#### Epilepsiechirurgie
Wenn trotz optimaler Auswahl der Antiepileptika in der maximal verträglichen Dosierung keine befriedigende Anfallskontrolle erreicht werden kann und eine strukturelle Läsion des Gehirns als ursächlich für die Anfälle nachgewiesen werden kann, kommt auch eine chirurgische Therapie des Anfallsleidens in Frage (Epilepsiechirurgie). Hierzu muss in sorgfältigen und ausgedehnten Untersuchungen vor dem Eingriff (prächirurgische Diagnostik) das anfallsauslösende Areal exakt lokalisiert und die funktionelle Beeinträchtigung nach Verlust des entsprechenden Hirngewebes abgeschätzt werden (zum Beispiel Wada-Test).

#### Vagusnervstimulation (VNS)
Bei der Vagusnervstimulation wird durch einen elektrischen Stimulator entweder in festen Intervallen oder auf Aktivierung durch den Patienten bei einem Anfallsvorgefühl der linke Vagusnerv am Hals mit elektrischen Strömen gereizt. Der Stimulator mit einer Batterie wird an der Brustwand eingesetzt. Der stimulierte Vagusnerv leitet die Erregung ins Gehirn weiter, wodurch die Anfallsfrequenz gesenkt werden kann.
Als Nebenwirkungen können lokale Schmerzen oder Missempfindungen, Veränderungen der Stimmlage, Luftnot, Übelkeit und Durchfälle auftreten. Obwohl der Vagusnerv auch direkt den Herzmuskel versorgt und an der Steuerung der Herzfrequenz beteiligt ist, wurde nicht über Veränderungen der Herzfrequenz berichtet.

#### Transkutane Vagusnervstimulation (ohne OP)
Bei der transkutanen Vagusnervstimulation sind weder eine Operation noch ein Klinikaufenthalt notwendig. Über eine mit einem Stimulationsgerät verbundenen Ohrelektrode wird durch die Haut ein Ast des Vagusnervs an einer bestimmten Stelle der Ohrmuschel stimuliert. Die Stärke der Stimulation stellt der Patient so ein, dass er ein angenehmes Kribbeln verspürt. Durch den Ast des Vagusnervs wird die Erregung ins Gehirn weitergeleitet, wodurch Anfälle reduziert und gemildert werden können.
Die Anwendung der Therapie erfolgt allein durch den Patienten und kann gut in den Alltag integriert werden.
Diese Form der Epilepsietherapie kann bereits früh zum Einsatz kommen und hat nur geringe Nebenwirkungen, die in der Regel nach Beenden der Stimulation schnell abklingen. Die bislang einzige publizierte randomisierte Doppelblindstudie konnte allerdings keine Wirksamkeit nachweisen.

#### Verhaltenstherapie
Über ein Biofeedback-Modell und Verhaltenstherapie konnten einige Epilepsie-Patienten die Anzahl der Anfälle reduzieren. Vor und nach dem Anfall gibt es eine veränderte Hirnaktivität, über die Verhaltenstherapie konnten die Patienten einen gewissen Einfluss auf diese Aktivitäten erlangen, wodurch Anfälle verhindert werden konnten.

#### Frühwarnsysteme
- Epilepsiehunde

Viele Hunde können den epileptischen Anfall eines Familienmitglieds vorher erkennen. Daher versucht man seit einigen Jahren, gezielt Epilepsiehunde auszubilden.
- Hirnimplantat

Bei schweren und therapierefraktären Epilepsien gelang es, mit 16 EEG-Sonden als Hirnimplantat Anfälle vorherzusagen. So konnten sich die Betroffenen in „Sicherheit“ bringen und den Anfall abwarten. Dies könnte die Lebensqualität von Menschen mit schwerer Epilepsie stark erhöhen und auch die Berufsfähigkeit länger erhalten.

## Prognose
Die Prognose von Epilepsien hängt von verschiedenen Faktoren wie dem vorliegenden Epilepsiesymdrom und dessen Ursache, der Art und Häufigkeit der Anfälle, dem Manifestationsalter sowie zusätzlich vorhandenen begleitenden Erkrankungen des Nervensystems ab. Sie kann sie unter den unterschiedlichen Gesichtspunkten der langfristigen Anfallsfreiheit (Remission), der psychosozialen Beeinträchtigungen oder der Sterblichkeit betrachtet werden.

### Remission
Fasst man die unterschiedlichen Studien zur Prognose zusammen, erreichen insgesamt etwa 50 bis 80 Prozent aller Epilepsie-Patienten eine anhaltende Anfallsfreiheit. Dabei haben Kinder mit einem Erkrankungsalter zwischen einem und zehn Jahren die größte statistische Wahrscheinlichkeit, anfallsfrei zu werden. Genetische und Epilepsien unbekannter Ursache haben allgemein eine bessere Prognose als solche mit nachweisbarer Ursache. Entsprechend verschlechtert sich die Prognose bei Patienten mit begleitenden neurologischen Erkrankungen oder geistigen Behinderungen. Anhaltende EEG-Veränderungen gehen ebenfalls mit einer niedrigeren Remissionsrate einher. Ein gutes prognostisches Zeichen stellt das rasche Ansprechen auf die Therapie dar, wohingegen bisher nicht belegt werden konnte, dass sich die Langzeitprognose durch ein frühes Einsetzen der antiepileptischen Behandlung günstig beeinflussen lässt.

### Sogenannte epileptische Wesensänderung
Das in manchen psychiatrischen Lehrbüchern lange Zeit tradierte Konzept einer spezifischen epileptischen Wesensänderung gilt heute als überholt. Es wurde in Deutschland seit den 1930er-Jahren in Form von Auffassungs-, Merk- und Urteilsstörungen, einer allgemeinen Verlangsamung, Haften im Denken, Umständlichkeit, Pedanterie, Selbstgerechtigkeit oder gutmütige Stumpfheit als vermeintlich typisch beschrieben, was rückblickend auch im Rahmen der nationalsozialistischen Rassenpolitik mit dem Ziel einer Ausrottung von Erbkrankheiten gesehen werden muss (siehe auch Aktion T4 und Euthanasie).

### Mortalität
Grundsätzlich haben Menschen mit Epilepsien ein erhöhtes Risiko, vorzeitig zu versterben. Mögliche Ursachen dafür sind direkte Folgen eines sogenannten Status epilepticus, Unfälle während eines Anfalles – beispielsweise Sturz oder Ertrinken –, Selbsttötung, plötzlicher unerwarteter Tod bei Epilepsie (SUDEP, Sudden Unexpected Death in Epilepsy, siehe unten) oder die Grunderkrankung, durch die die Epilepsie verursacht wird. Das relative Sterblichkeitsrisiko ist etwa zwei- bis dreifach gegenüber der gesunden Vergleichsbevölkerung erhöht. Am geringsten erhöht ist es bei genetischen (früher: idiopathischen) Epilepsien und am stärksten bei symptomatischen Epilesiesyndromen aufgrund fassbarer Veränderungen am Gehirn, besonders bei Kindern mit von Geburt an bestehenden neurologischen Defiziten.
Plötzlicher unerwarteter Tod bei Epilepsie (SUDEP – Sudden Unexpected Death in Epilepsy)
Als SUDEP (von englisch sudden unexpected death in epilepsy) wird ein plötzlicher unerwarteter Tod bei Epilepsie bezeichnet.
Die Forschung nach Todesursachen von Epileptikern und die Erfassung ihrer Mortalität ist in Deutschland noch wenig ausgeprägt, weshalb nur wenige Informationen hierzu in der Literatur zu finden sind. Von den Menschen mit Epilepsie liegt die Sterblichkeitsrate bei 600 von 100.000 Personen pro Jahr, bei Neubetroffenen bei 60 von 100.000 Personen pro Jahr.
Die Inzidenz für SUDEP wird bei Erwachsenen in etwa mit einem von 1.000 Patienten pro Jahr angegeben. Auch bei Kindern und Jugendlichen wird aktuell von einer Inzidenz von 1,1 pro 1.000 Patienten pro Jahr ausgegangen. Das individuelle Risiko hängt von der Ausprägung der Erkrankung ab. Das SUDEP-Risiko ist beispielsweise 15-fach höher, wenn bei einer Person dreimal oder öfter im Jahr generalisierte tonisch-klonische Anfälle (GTKA) auftreten. Für Patienten mit häufigen GTKA kann die SUDEP-Inzidenz sogar auf 18 pro 1.000 Personenjahre ansteigen.
In Großbritannien wird die Zahl der an oder infolge von Epilepsie gestorbenen Menschen mit 1000 pro Jahr angegeben. Es wird geschätzt, dass es sich bei den meisten dieser Todesfälle um SUDEP handelt.

## Geschichte
Epilepsie gehört zu den häufigsten chronischen Krankheiten. Da das Erscheinungsbild bei epileptischen Anfällen spektakulär sein kann, sind Menschen mit Epilepsie im Lauf der Geschichte sowohl positiv wie negativ stigmatisiert worden.
So galten von einer Epilepsie, wobei der antike Begriff – insbesondere die byzantinische ἐπιληψία – nicht in jedem Fall als identisch mit dem heutigen Krankheitsbild anzusehen ist, betroffene Menschen in manchen antiken Kulturen als Heilige, da ihnen der (scheinbare) Übergang in Trancezustände so leicht fiel. Bereits im antiken Ägypten und zur Zeit des babylonischen Königs Hammurabi (um 1700 v. Chr.), belegt im Codex Hammurapi, war Epilepsie bzw. „Fallsucht“ bekannt und gefürchtet.
Bei Griechen der Antike galt Epilepsie (von epilepsia „das von-oben-her-Ergriffenwerden, Angriff, Anfall“, von griechisch epilambanein „ergreifen, befallen“) als „heilige Krankheit“, „als Besessensein von der göttlichen Macht“ und wird daher auch heute zuweilen noch als Morbus sacer bezeichnet. Je nach Art des Anfalls wurden verschiedene Götter mit ihr in Verbindung gebracht (Kybele, Poseidon, Enodia, Apollon Nomios, Ares). Um 400 v. Chr. wandte sich jedoch der griechische Arzt Hippokrates bzw. der Verfasser von Über die heilige Krankheit kritisch gegen die Heiligkeit der Krankheit. Der Verfasser betonte, an anderer Stelle (im Prognostikon) die Eigenschaft des Göttlichen für alle Krankheiten in gleicher Weise postulierend, auch diese Krankheit habe eine natürliche Ursache und die Therapie habe dementsprechend auch mit natürlichen Mitteln zu erfolgen. Die rational fassbare Ursache war seiner Meinung nach: Kalter Schleim fließt in das warme Blut. Daraufhin kühlt das Blut ab und kommt zum Stehen. Die Behandlung der im Corpus Hippocraticum bezüglich ihrer Symptome bereits genau beschriebenen Fallsucht erfolgte nach dem Heilprinzip contraria contrariis ‚Entgegengesetztes mit Entgegengesetztem bekämpfen‘: Diätetik, Arzneimittel, Schröpfen, Purgieren, Aderlass, Brenneisen und Trepanation. Galen (ca. 129–200) beschrieb erstmals die Aura als Anzeichen für einen beginnenden Anfall. Die Vorstellung vom Schleim (phlegma), der die Hirnventrikel verstopft, als Ursache der Epilepsie wie auch der Apoplexie findet sich auch in späteren Texten des Mittelalters.
Galen unterschied epilepsia, analepsia und catalepsia. Im 2. Jahrhundert hatte auch Aretaios eine Beschreibung des Anfallsleidens verfasst. Alexandros von Tralleis (ca. 525–605), der bereits das Gehirn als Ursprungsort der Epilepsie annahm, erkannte, dass Alkohol das Auftreten von epileptischen Anfällen begünstigen kann, und empfahl Pflanzenbestandteile des Ysop und Eisenkraut.
Im alten Rom wurde frisches Gladiatorenblut gegen Epilepsie gereicht.
Im antiken Rom mussten angehende Soldaten bei ihrer Musterung durch ein rotierendes Wagenrad in eine Lichtquelle (zum Beispiel die Sonne) schauen. Erlitten sie einen Anfall, wurden sie ausgemustert.
Das Markusevangelium schildert die spontane Heilung (9,17–29 ) eines Falles von Epilepsie und konstituiert als einzig mögliche Therapie „Gebet und Fasten“ (9,29 ) (nach anderen Textzeugen nur Gebet).
Aus dem 11. und 12. Jahrhundert stammen die Funde zweier Handschriften mit dem spätalthochdeutschen Zauber- oder Segenspruch (Contra caducum morbum, von morbus caducus „Fallsucht, fallende Sucht“, mittelhochdeutsch vallende suht und vallend siechtac) gegen epileptische Anfälle.
Im Mittelalter wurde ein Anfall häufig als „Angriff von oben“, als göttliche Strafe, als vom Teufel verursachte oder als „dämonische Besessenheit“ interpretiert und konnte für den Betroffenen schwerwiegende Konsequenzen haben, beispielsweise einen Exorzismus (Contra caducum morbum). Im Fall der Anneliese Michel geschah dies in Deutschland noch 1976. Paracelsus (1493–1541) betonte allerdings, dass keine unnatürliche, mystische Ursache vorliege, und verwies darauf, dass auch Tiere („vih“) an Epilepsie erkranken können. Es sei zwar nicht immer möglich, die Ursache („wurzen“) zu heilen, doch könne man die Symptome mildern („das die wurzen nimmer wachs“). Paracelsus glaubte, die Epilepsie könne ihren Sitz auch in der Leber, im Herzen, in den Eingeweiden oder in den Gliedmaßen haben. Entsprechend seiner Konzeption der Übereinstimmung von Makro- und Mikrokosmos nahm er an, das „erdbidmen“ (Erdbeben) sei ebenfalls epileptischer Natur.
Im 17. und 18. Jahrhundert erhielt Epilepsie allmählich (wieder) ihren neuzeitlichen Stellenwert in der Reihe der übrigen Krankheiten, so unterschied zum Beispiel Simon-Auguste Tissot (1728–1797) zwischen idiopathischen (anlagebedingten) und sympathischen (aus einer Grunderkrankung, etwa einem Hirntumor folgenden) Epilepsien, grenzte die Epilepsie von psychogenen Anfällen ab, differenziert den Grand mal (Großen Anfall) vom Petit mal (dem Kleinen Anfall) und wendete Baldrian an; doch erst in der zweiten Hälfte des 19. Jahrhunderts gelang es, wissenschaftlich zu beweisen, dass Epilepsie einen natürlichen Ursprung hat. John Hughlings Jackson (1835–1911) veröffentlichte exakte Beschreibungen von Anfällen:

„Der [fokale, umschriebene] Anfall beginnt gewöhnlich, dies muss beachtet werden, in dem Teile des Gesichts, des Arms und des Beins, der den mannigfaltigsten Gebrauch hat. […] So beginnen die in der Hand einsetzenden Anfälle gewöhnlich im Zeigefinger und Daumen; im Fuß einsetzende Anfälle beginnen gewöhnlich in der großen Zehe. […] Die Häufigkeitsfolge, in der bestimmte Körperpartien von den Krämpfen ergriffen werden, [offenbart] vielleicht nur die Häufigkeitsfolge in der Krankheitsdisposition bestimmter Hirnpartien. […] Teile, die den mannigfaltigsten Gebrauch haben, werden im Zentralnervensystem durch mehr Ganglienzellen vertreten sein.“

Während der Diktatur des Nationalsozialismus in Deutschland galten Menschen, die von einer genetischen oder häufig auch nur vermeintlich genetischen Epilepsie betroffen waren, wie viele andere „Behinderte“ als „lebensunwertes Leben“. Nach dem Gesetz zur Verhütung erbkranken Nachwuchses (GezVeN) vom 14. Juli 1933 wurden Menschen mit „erblicher Fallsucht“ zwangssterilisiert. Viele von ihnen fielen ab 1940 den Krankenmorden der sogenannten Aktion T4 zum Opfer.
In früheren Jahrhunderten wurde Epilepsie als Fallsucht und fallende Sucht bezeichnet. Mit Krämpfen verbundene Erkrankungen von Kleinkindern wurden im 19. Jahrhundert regional, vor allem im südwestlichen Teil des Königreichs Sachsen, als „Unkraut“ bezeichnet. Als wichtigste Heilige und Helfer gegen die auch „St. Valentins Übel“ genannte Fallsucht, Muskelkrämpfe und andere Nervenkrankheiten wurde unter den Gläubigen der heilige Valentin und der heilige Papst Cornelius angesehen. Cornelius’ Anrufung bei Epilepsie war so populär, dass sie auch als „Kornelkrankheit“ oder „Corneliuskrankheit“ bekannt war. In den Niederlanden wurde sie Corneliuseuvel genannt. Im Rheinland, in Belgien und den Niederlanden sind insgesamt etwa 40 Orte bezeugt, an denen Cornelius wegen dieser Leiden angerufen wurde. Zu vielen dieser Orte erfolgten an bestimmten Tagen Wallfahrten, großenteils noch bis zur Mitte des 20. Jahrhunderts.

## Museum
In Kehl-Kork (Baden-Württemberg) gibt es seit 2001 das Deutsche Epilepsiemuseum, das weltweit einzige zum Thema Epilepsie.

## Tag der Epilepsie, Purple Day und Internationaler Epilepsie-Tag
Seit 1996 findet in den deutschsprachigen Ländern um den 5. Oktober herum der Tag der Epilepsie statt, ein gemeinsamer Aktionstag der Epilepsie-Fachgesellschaften und Laien-Organisationen. Dabei wird in vielen Städten und an Kliniken und Einrichtungen mit Informationstagen auf diese Krankheit aufmerksam gemacht. Seit 2008 findet ausgehend von den USA jährlich am 26. März der Purple Day statt, ein internationaler Tag zur Aufklärung über Epilepsie. Seit einigen Jahren gibt es aufgrund einer gemeinsamen Initiative des Internationalen Büros für Epilepsie (International Bureau for Epilepsy; IBE) und der Internationalen Liga gegen Epilepsie (International League Against Epilepsy; ILAE) zusätzlich am zweiten Montag des Februars den Internationalen Epilepsie-Tag (International Epilepsy Day).

## Recht, Schwerbehinderung und Kraftfahreignung
Hat ein Mensch öfter epileptische Anfälle und kann auch durch Behandlung nicht über mindestens ein Jahr anfallsfrei bleiben, darf er in Deutschland kein Auto fahren und keine Tätigkeit verrichten, die ihn selbst oder andere gefährdet. Epilepsiekranke haben daher auch größere Probleme mit der Berufswahl und sollten neben einem Spezialisten für Neurologie bei Bedarf auch einen Facharzt für Arbeitsmedizin konsultieren.
Viele Berufsunfähigkeitsversicherungen und auch Unfallversicherungen verweigern die Aufnahme von Epilepsiekranken, wenn diese nicht mindestens zwei Jahre anfallsfrei sind.

### Kraftfahreignung
In Deutschland gelten bei der Kraftfahreignung für Menschen mit Epilepsie folgende Regeln:
Wer wiederholt unter epileptischen Anfällen leidet, ist nicht in der Lage, ein Kraftfahrzeug zu führen, da er sich und andere Verkehrsteilnehmer gefährdet. Zur weiteren Differenzierung werden die Wagenführer in zwei Gruppen geteilt:
- Gruppe 1: umfasst die Führerscheinklassen A, A1, A2, B, BE, AM, L und T
- Gruppe 2: umfasst die Führerscheinklassen C, C1, CE, C1E, D, D1, DE, D1E und die Fahrerlaubnis zur Fahrgastbeförderung (FzF)

Bestimmungen für Gruppe 1:
Die Fahrerlaubnis wird erteilt:
- nach der einjährigen Beobachtung von einfach fokalen Anfällen, die ohne Bewusstseinsminderung auftreten und keine motorische, sensorische oder kognitive Einschränkung auf das Führen des Kraftfahrzeugs zeigen
- nach dreijähriger Beobachtung bei Anfällen, die ausschließlich an den Schlaf gebunden sind
- nach drei- bis sechsmonatiger Beobachtungsphase in Anschluss an einen einmaligen Gelegenheitsanfall, insbesondere wenn dieser provoziert war
- nach einjähriger Anfallsfreiheit ohne offensichtliche Rezidivneigung (bei vormals therapieresistenten Epilepsien beträgt die Beobachtungszeit zwei Jahre)
- nach sechsmonatiger Anfallsfreiheit, wenn die Anfälle auf eine kürzlich erfolgte Hirnoperation zurückzuführen sind

Bestimmungen für Gruppe 2:
Nach zwei unprovozierten epileptischen Anfällen bleibt der Betroffene in der Regel von dieser Gruppe ausgeschlossen, einzige Ausnahme ist eine vom Arzt bestätigte fünfjährige Anfallsfreiheit ohne Behandlung mit Antikonvulsiva.
| Störung                                                                      | Gruppe 1 | Gruppe 2 |
| ---------------------------------------------------------------------------- | --- | --- |
| erstmaliger, unprovozierter Anfall ohne Anhalt für eine beginnende Epilepsie | keine Kraftfahreignung für sechs Monate | keine Kraftfahreignung für zwei Jahre                                                                              |
| erstmaliger, provozierter Anfall mit vermeidbarem Auslöser                   | keine Kraftfahreignung für minimal drei Monate | keine Kraftfahreignung für minimal drei Monate                                                                     |
| Epilepsie                                                                    | in der Regel keine Kraftfahreignung Ausnahme: - mindestens einjährige Anfallsfreiheit (auch mit medikamentöser Therapie) - keine eignungsausschließenden Nebenwirkungen der Therapie                                                                                  | in der Regel keine Kraftfahreignung Ausnahme: - mindestens fünfjährige Anfallsfreiheit ohne medikamentöse Therapie |
| persistierende Anfälle ohne zwangsläufige Einschränkung der Kraftfahreignung | ausschließlich an den Schlaf gebundene Anfälle nach mindestens dreijähriger Beobachtungszeit ausschließlich einfache fokale Anfälle ohne Bewusstseinsstörung und ohne motorische, sensorische oder kognitive Behinderung nach mindestens einjähriger Beobachtungszeit | keine Kraftfahreignung                                                                                             |
| Anfallsrezidiv bei bestehender Fahreignung nach langjähriger Anfallsfreiheit | Kraftfahreignung nach sechs Monaten wieder gegeben (falls keine Hinweise auf erhöhtes Wiederholungsrisiko) bei vermeidbaren Provokationsfaktoren drei Monate Fahrpause                                                                                                | keine Kraftfahreignung                                                                                             |
| Beendigung einer antiepileptischen Therapie                                  | keine Kraftfahreignung für die Dauer der Reduzierung des letzten Medikamentes sowie die ersten drei Monate ohne Medikation (Ausnahmen in gut begründeten Fällen möglich)                                                                                              | keine Kraftfahreignung                                                                                             |

### Schwerbehinderung
Menschen mit Epilepsie haben in Deutschland die Möglichkeit, auf Antrag einen Schwerbehindertenausweis zur Gewährung steuerlicher und beruflicher Nachteilsausgleiche zu erhalten. Nach den „Anhaltspunkten für die gutachterliche Tätigkeit“ gelten dabei folgende Grade der Behinderung (GdB):
| Anfälle nach Art, Schwere und Häufigkeit | GdB    |
| --- | ------ |
| sehr selten (generalisierte große und komplex-fokale Anfälle mit Pausen von mehr als einem Jahr; kleine und einfach-fokale Anfälle mit Pausen von Monaten)                                                         | 40     |
| selten (generalisierte große und komplex-fokale Anfälle mit Pausen von Monaten; kleine und einfach-fokale Anfälle mit Pausen von Wochen)                                                                           | 50–60  |
| mittlere Häufigkeit (generalisierte große und komplex-fokale Anfälle mit Pausen von Wochen; kleine und einfach-fokale Anfälle mit Pausen von Tagen)                                                                | 60–80  |
| häufig (generalisierte große oder komplex-fokale Anfälle wöchentlich oder Serien von generalisierten Krampfanfällen, von fokal betonten oder von multifokalen Anfällen; kleine und einfach-fokale Anfälle täglich) | 90–100 |
| nach drei Jahren Anfallsfreiheit (bei weiterer Notwendigkeit von Behandlung mit Antiepileptika) | 30     |
| Ein Anfallsleiden gilt als abgeklungen, wenn ohne Medikation drei Jahre Anfallsfreiheit besteht. Ohne nachgewiesenen Hirnschaden ist dann kein Grad der Behinderung mehr anzunehmen.                               | —      |

### Merkzeichen
Je nach Art und Häufigkeit der Anfälle können zusätzlich die folgenden Ausweismerkmale zuerkannt werden:
- „RF“ (Anspruch auf Ermäßigung des Rundfunkbeitrags)
- „B“  (Begleitung notwendig)
- „G“  (erhebliche Beeinträchtigung der Bewegungsfähigkeit im Straßenverkehr)
- „aG“ (Außergewöhnliche Behinderung beim Gehen)
- „H“  (Hilflosigkeit)

| Merkzeichen | Voraussetzungen für Merkzeichen | Mindest-GdB/GdS |
| ----------- | --- | --------------- |
| G           | In seiner Bewegungsfähigkeit im Straßenverkehr erheblich beeinträchtigt ist: Wer infolge einer Einschränkung des Gehvermögens … oder infolge von Anfällen oder von Störungen der Orientierungsfähigkeit, nicht ohne erhebliche Schwierigkeiten oder nicht ohne Gefahren für sich oder andere Wegstrecken (2 Kilometer) im Ortsverkehr zurückzulegen vermag, die üblicherweise noch zu Fuß zurückgelegt werden | 70              |
| B           | Die gleichen Voraussetzungen wie bei Merkzeichen G oder H Eine Berechtigung für eine ständige Begleitung ist bei schwerbehinderten Menschen, bei denen die Voraussetzungen für die Merkzeichen „G“, „Gl“ oder „H“ vorliegen, anzunehmen | 70              |
| H           | Davon kann bei Anfallsleiden ausgegangen werden, wenn diese alleine einen GdB/GdS von 100 bedingen (komplex-fokale Anfälle wöchentlich, einfach-fokale Anfälle täglich, Serien von Generalisierten Anfällen, häufige Status epilepticus Anfälle). Ausnahme: Bei Kindern (bis 18 Jahre) kann auch bei einem geringeren GdB Hilflosigkeit angenommen werden                                                     | 100             |
| RF          | Dieses Merkzeichen kann erteilt werden bei Menschen mit einem GdB/GdS von mindestens 80, die wegen ihrer Behinderung an öffentlichen Veranstaltungen auch mit einer Begleitperson ständig nicht teilnehmen können. | 80              |
| aG          | Kommt in der Regel nur in Betracht, wenn wegen der Anfallshäufigkeit und Anfallsschwere, häufig bis ständig ein Rollstuhl benötigt wird oder andere orthopädische Krankheitsbilder mit vorliegen; z. B. mittlere bis schwere Osteoporose als Nebenwirkung von den Medikamenten oder anfallsbedingte häufige Knochenverletzungen oder Knochenbrüche                                                            | 80–100          |

## Fachgesellschaften und Betroffenen-Organisationen
Die für Epilepsie zuständige Fachgesellschaft ist auf internationaler Ebene die Internationale Liga gegen Epilepsie (engl.: International League Against Epilepsy; ILAE), deren deutschsprachige Sektionen sind die
- Deutsche Gesellschaft für Epileptologie (DGfE),
- Österreichische Gesellschaft für Epileptologie (ÖGfE) und die
- Schweizerische Epilepsie-Liga.

Die Betroffenen- oder Laienorganisation auf internationaler Ebene ist das Internationale Büro für Epilepsie (engl.: International Bureau for Epilepsy; IBE), nationale bzw. regionale Organisationen im deutschsprachigen Raum sind u. a.
Deutschland
- Deutsche Epilepsievereinigung e. V.[67] (DE)
- Epilepsie Bundes-Elternverband e. V.[68] (e. b. e.)
- Landesverband für Epilepsie Selbsthilfe in Nordrhein-Westfalen[69] gem. e. V.

Österreich
- Epilepsiedachverband Österreich[70] (EDÖ)
- Epilepsie Interessensgemeinschaft Österreich[71]

Schweiz
- Epi-Suisse – Schweizerischer Verein für Epilepsie[72]